# Minecraft
『Minecraft』（マインクラフト）は、2011年に発売されたサンドボックスビデオゲームであり、マルクス・ペルソン（Notch）によって開発された。2009年5月17日のアルファ版公開を経て、2011年11月18日にPC向けに正式リリースされた。その後、モバイルデバイスや各種家庭用ゲーム機を含む多数のプラットフォームに移植されている。日本国内では「マイクラ」と略される。

## 概要
プレイヤーは手続き型生成の3次元な世界を探索し、実質的に無限の地形がボクセルで構成されている。プレイヤーは原材料を発見・採取し、クラフトして道具やアイテムを作り、建物、土木構造物、機械を建設できる。選択したゲームモードによって、プレイヤーは敵対的なモブと戦ったり、他のプレイヤーとマルチプレイで協力・対戦したりすることができる。ゲームの主なモードは2つあり、サバイバルモードでは、生き残るために資源を収集する必要があり、クリエイティブモードでは、無限の資源と飛行能力が与えられる。その他に3つのゲームモードが存在しており、スペクテイターモードでは、他のプレイヤーを観戦できる。アドベンチャーモードでは、ブロックの採掘ができない。ハードコアモードでは、サバイバルモードと同様であるが、難易度がハードに固定され、一度死亡すると復活できないのが特徴である。大規模なコミュニティには、ユーザー生成コンテンツが数多く存在し、MOD、サーバー、スキン、テクスチャパック、カスタムマップなど、多様なコンテンツが作られており、新しいゲームメカニクスや可能性を追加している。スピードランもまた人気のあるコミュニティ活動である。
主に「Minecraft: Java Edition（Java版）」、「Minecraft: Bedrock Edition（統合版）」という2つのエディションが存在する。基本的には、プレイヤーはこれらのうちどちらかのエディションを選択してプレイすることになる。ソフトウェアのプログラミング言語は、それぞれJava、C++である。
Javaプログラミング言語を使用して制作され、最初のアルファ版が2009年5月17日に公開された。その後、ゲームは継続的に開発され、2011年11月18日に正式リリースを迎えた。リリース後、ペルソンはMojang Studiosを離れ、開発はイェンス・バーゲンステン（Jeb）に引き継がれた。そして、さまざまなプラットフォームに移植されている。2014年には、MojangおよびMinecraftの知的財産がマイクロソフトによって25億米ドルで買収された。Xbox Game Studiosは、モバイル版のPocket Editionを基盤とし、2017年に既存のコンソール版を置き換えたクロスプラットフォーム版であるBedrock Editionの出版権を持っている。Bedrock EditionはMojangによるオリジナルのJava Editionと並行して更新されているが、両者の間には多くの、概して小規模な差異が存在する。
史上最も売れたゲームであり、2025年時点で3億5000万本以上を販売し、月間アクティブプレイヤー数は約1億7000万人に達している。また、数々の賞を受賞し、史上最高のビデオゲームの1つとされて高い評価を得ている。ソーシャルメディア、パロディ、アダプテーション、マーチャンダイズ、年次MineCon大会も本作の人気に大きく寄与している。
教育現場でもMinecraft（Minecraft: Education Edition）が利用されており、化学、CAD、計算機科学の指導に役立てられている。本作はシリーズも展開しており、『Minecraft: Story Mode』、『Minecraft Earth』、『Minecraft Dungeons』、『Minecraft Legends』など複数のスピンオフゲームが生まれている。実写映画化作品『マインクラフト/ザ・ムービー』は2025年に公開され、歴代で2番目に興行収入の高いゲーム原作映画となった。

## ゲーム内容
3Dサンドボックスゲームであり、プレイヤーが自由な遊び方を選び、大きな自由度を与えている。ゲームにはオプションの実績システムも存在する。デフォルトではプレイは一人称視点で行われるが、プレイヤーは三人称視点を選ぶこともできる。ゲームの世界は、主にブロックと呼ばれる立方体の基本的には16×16ピクセルの3Dオブジェクトで構成されている。土、石、鉱石、木の幹、水、溶岩といったさまざまな素材を表している。ゲームプレイの核心は、これらのオブジェクトを拾って配置することにある。これらのブロックは3Dグリッド上に配置されており、プレイヤーは自由に世界内を移動することができる。プレイヤーはブロックを壊して採掘し、別の場所に配置することで、物を作ることが可能である。
特定のクリアはなく、さまざまなことができる。そのため、プレイヤーは敵対的な生物と戦ったり、オンラインで他のプレイヤーと協力や競争したり、ひたすらに建築をしたりなど、ゲームを自由にプレイすることができる。サバイバルモードでは、プレイヤーは採集した原料を加工し、構造物や装備品を製作することができる。また、レッドストーンと呼ばれる素材を用いて、電子回路のように論理ゲートを構成したり、スイッチやセンサーなどの信号により動作する装置を構築することもできる。これにより、多くの複雑なシステムの構築が可能となる。多くの評論家は、ゲームの物理システムを非現実的であると評している。

Minecraftのプロシージャル生成による地形の一例。村とデフォルトスキンのスティーブが含まれている。

プレイヤーは、攻撃からのダメージを軽減する防具や、モンスターや動物をより簡単に倒すための武器（剣や斧など）、特定の種類のブロックをより速く壊すことができるツール（ツルハシやシャベルなど）など、さまざまなアイテムをクラフトすることができる。一部のアイテムは、使用する素材によって複数のティアを持ち、高いティアのアイテムほど効果的で耐久性がある。また、プレイヤーは料理や鉱石の精錬が可能なかまどなど、役立つブロックを自由に構築することもできる。また、光を生み出す「松明」や、「村人」（NPC）との間で「エメラルド」などを使って、さまざまな商品と交換するトレーディングも行うことができる。ゲームにはインベントリーシステムがあり、プレイヤーは限られた数のアイテムを持ち運ぶことができる。
ゲームの世界の大きさは、ほぼ無限であり、プレイヤーが探索する際に手続き型生成される。これは、世界が生成される際のシステムクロックから取得されるマップシード（またはプレイヤーによって手動で指定されたもの）を使用している。Minecraftでは、世界の垂直方向には制限があるが、水平方向では無限に広がるゲームの世界が生成される。これは、世界の中心から最大で3000万ブロックの距離まで可能である。これは、ワールドデータを16×16の小さなセクション（チャンク）に分割させることで実現しており、プレイヤーが近くにいるときのみチャンクが生成または読み込まれる。過去にはワールドのはるか端へと進み続けると現れる「ファーランド」と呼ばれる異常地形が存在しており、ドロップしたアイテムは不自然な方向に流れ、PCが高負荷になるなど複数のバグが存在した。世界は砂漠からジャングル、さらには雪原までさまざまな「バイオーム」に分かれている。また、平原、山、森林、洞窟、そして水や溶岩の塊といった地形がある。ゲーム内の時間システムは昼夜サイクルに従っており、1日のサイクルは実際の時間で昼12分・夜8分の合計20分間続く。
プレイヤーは、9種類のデフォルトキャラクターからスキンを選択できる。スキンには「スティーブ」や「アレックス」が含まれている。ただし、自分自身のスキンを作成してアップロードすることができる。プレイヤーは、動物、村人、そして敵対的なクリーチャーを含むさまざまなモブ（移動可能なエンティティ（mobile entities）の略称）に遭遇する。ウシ、ブタ、ニワトリなどの友好的なモブは、食料やクラフト素材として狩ることができ、昼間にスポーンする。一方で、「クモ」や「ウィッチ」、「スケルトン」、「ゾンビ」などの敵対的なモブは、夜間や洞窟のような暗い場所でスポーンする。一部の敵対的なモブ、例えばゾンビやスケルトン、そして水中にいるゾンビの亜種である「ドラウンド」は、頭部にヘルメットを装備していないかつ、水中にいない場合、日光の下で燃える。その他、プレイヤーに近づいて爆発する「クリーパー」や、テレポート能力を持ち、ブロックを持ち上げたり置いたりする「エンダーマン」がいる。モブには異なる条件で出現する亜種も存在する。例えば、ゾンビには砂漠に出現する「ハスク」と、海に出現するゾンビの亜種「ドラウンド」がいる。

### ディメンション
Minecraftには、プレイヤーが最初にスポーンするメインの世界であるオーバーワールドのほかに、2つのディメンションが存在する。これがネザーとジ・エンドである。ディメンションはMODやデータパックなどで追加することができる。

#### オーバーワールド

オーバーワールド

オーバーワールドは、はじめにプレイヤーがスポーンするディメンション。草原や山岳、ジャングル、湿地などさまざまなバイオームや、村などの建造物が生成され、鉄や金、ダイヤモンドなどの鉱石が分布する。

#### ネザー

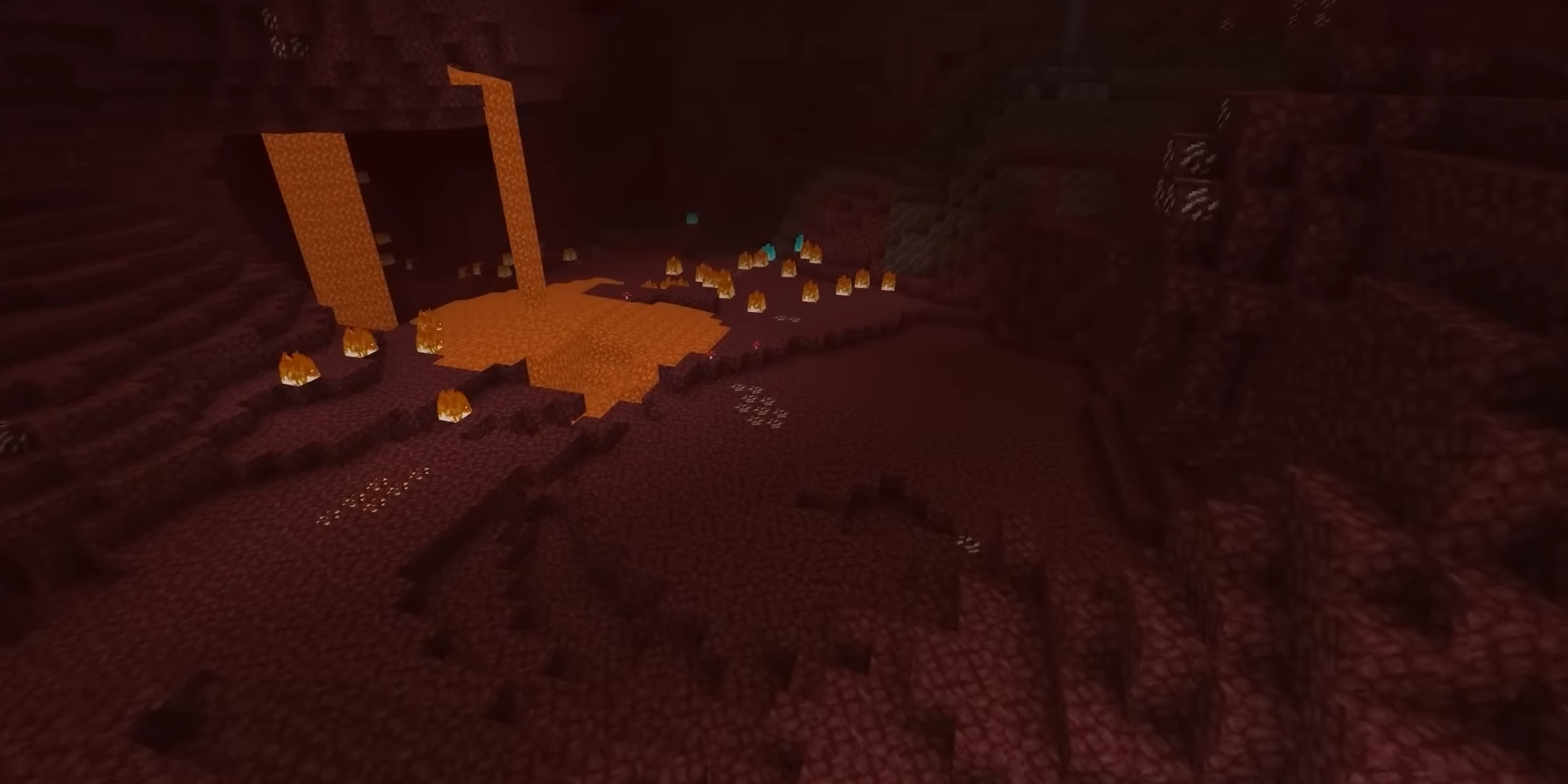
ネザー

ネザーは、溶岩とネザーラックなどで構成されている。黒曜石を3マス×4マス以上の四角形の枠の形に配置し、そこに着火して作られるネザーポータルを通ることで、オーバーワールドと相互に往来することができる。ネザー固有の荒地や森などのバイオームやネザー要塞、砦の遺跡（ピグリン要塞）などの構造物、ピグリンなどのネザー固有のモブ、クォーツや、ネザライト鉱石の原料となる古代の残骸などの鉱石がある。1.16のネザーアップデートでは、プレイヤーが修理できる自然生成の荒廃したポータルが登場している。ネザーで移動した距離はオーバーワールドでの距離の8倍に相当するため、オーバーワールド内での長距離移動に利用できる。ネザーに生息するモブには、悲鳴を上げながら火球を発射する「ガスト」や、人間のような姿を持つ「ピグリン」、そのゾンビ版である「ゾンビピグリン」が含まれている。ピグリンには、プレイヤーが金インゴットを渡すことでアイテムを受け取る物々交換システムが存在する。ネザーにはネザー要塞と呼ばれる構造物が生成され、そこには「ウィザースケルトン」や「ブレイズ」といった独自のモブが存在している。ブレイズは、エンド次元に進むするために必要なブレイズロッドをドロップすることがある。この次元には砦の遺跡（ピグリン要塞）と呼ばれる構造物が存在し、そこにあるチェストからはネザライトアップグレード用の「鍛冶テンプレート」が入手できることがある。このアイテムは、ダイヤモンド装備をゲーム内で最も耐久性の高いネザライト装備にアップグレードする際に必要である。プレイヤーは、ウィザースケルトンから得た頭蓋骨とソウルサンドを用いて、ラスボスの「ウィザー」を構築することもできる。

#### ジ・エンド

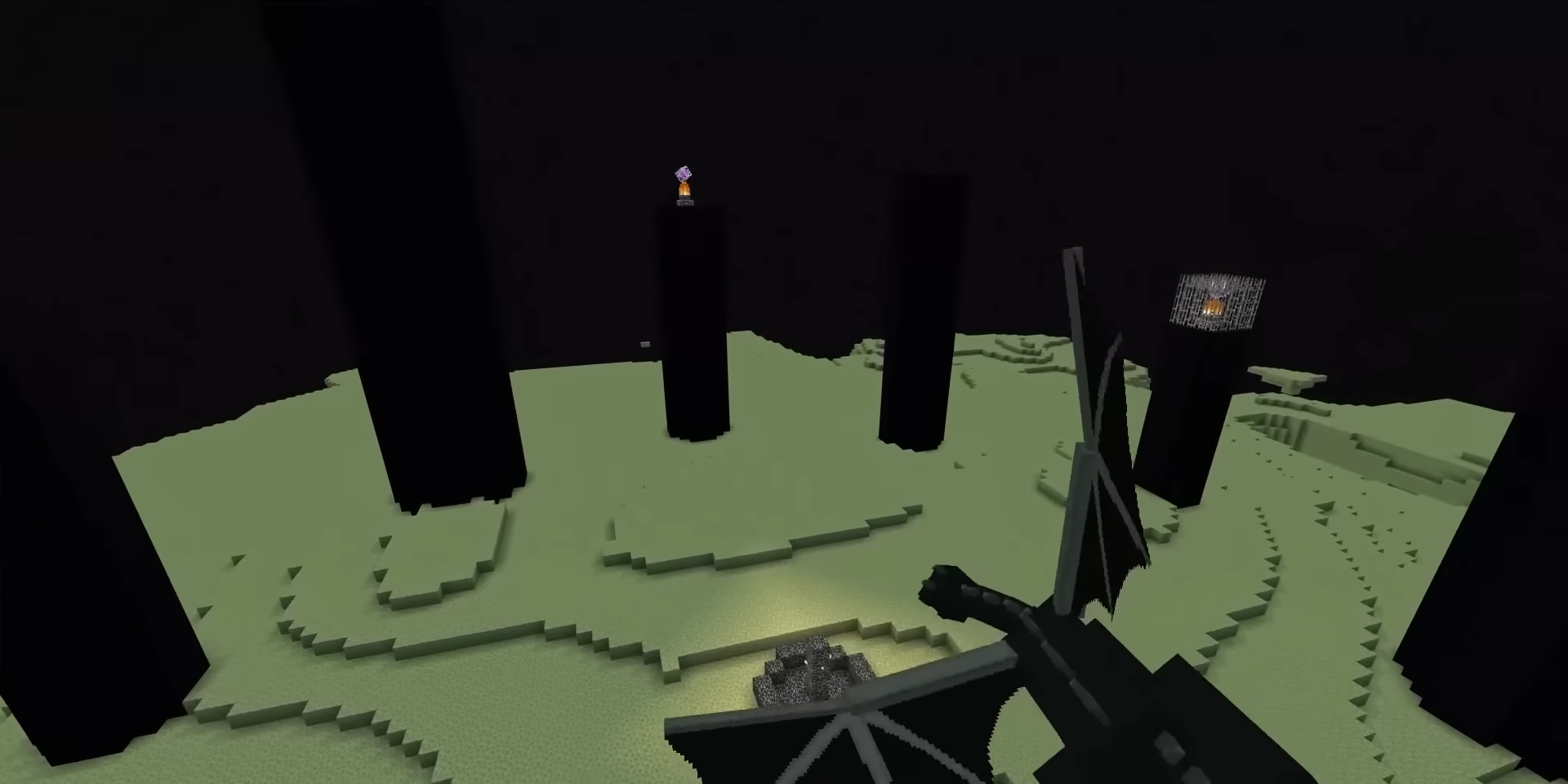
ジ・エンド

ジ・エンドは、暗くて底のない虚空に浮遊する島々で構成されている。ネザー同様、ジ・エンド固有の構造物やアイテム、モブが存在する。 ジ・エンドは、12個のエンドポータルフレームからなるエンドポータルを通じて到達できる。エンドポータルは、オーバーワールドの地下に生成される要塞の構造物内で見つけられる。要塞を探すためには、「エンダーパール」と「ブレイズパウダー」をクラフトして「エンダーアイ」を作成する必要がある。エンダーアイを投げると要塞の方向に飛び、プレイヤーを導く。要塞に到達したら、12個のエンドポータルフレームの各枠にエンダーアイをはめ込むことでポータルが起動する。最大の中央の島には、「エンダードラゴン」というラスボスがいる。エンダードラゴンを倒すことで、エグジットポータルへのアクセスが開かれ、そのポータルに入るとゲームのエンディングクレジットと、アイルランドの小説家のジュリアン・ゴフにより書かれた約1,500語の作品であるエンドポエムが表示される。約9分かけてスクロールしながら表示される。これはゲームにおける唯一のナラティブテキストでもある。そして、プレイヤーに向けられた唯一の長文の文章となる。クレジットの終了時に、プレイヤーはリスポーンポイントにテレポートされ、その後は無限にゲームを続けることができる。プレイヤーは、メイン島を超えてエンドのさらに遠くの地域も探索することができ、そこにはエンドシティやエンドシップと呼ばれる構造物があり、エリトラなどの貴重なアイテムを見つけることができる。

### ゲームモード

#### サバイバルモード

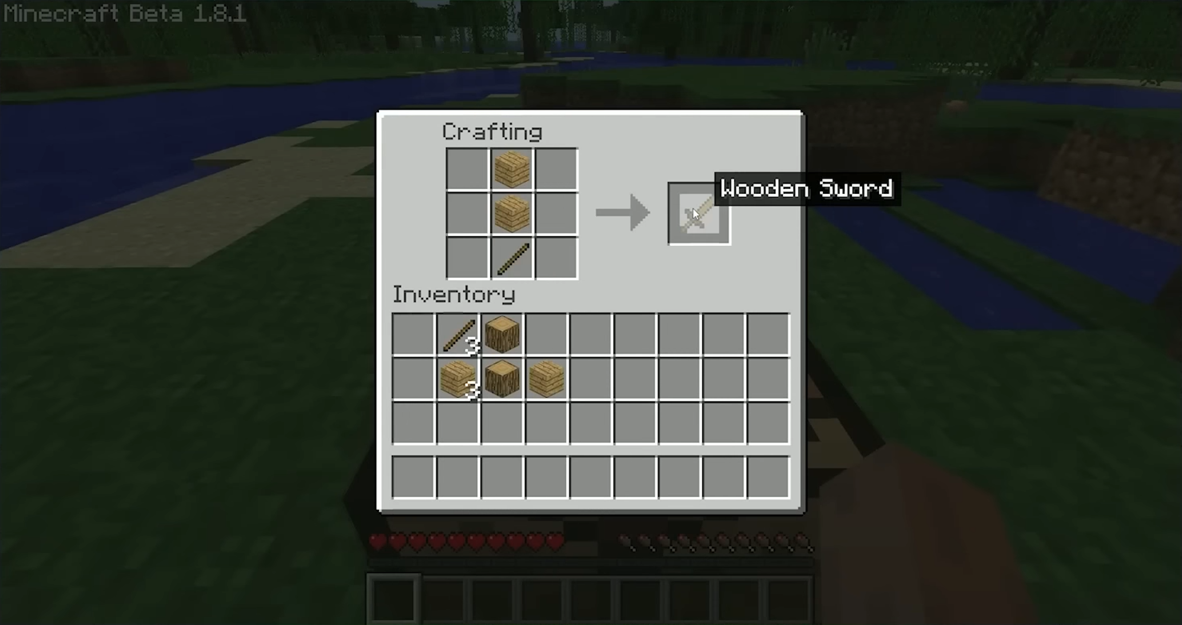
Minecraftのクラフティングメニューである。画面には木の剣のクラフティングレシピおよび、プレイヤーのインベントリ内の他のブロックやアイテムが表示されている。

サバイバルモードでは、プレイヤーは環境内で得られる木材や石といった自然資源を集め、特定のブロックやアイテムをクラフトしなければならない。難易度によってはモンスターがキャラクターの周囲の暗い場所に出現するため、夜を生き延びるにはシェルターを建てる必要がある。このモードには体力ゲージがあり、モブの攻撃や落下、溺死、溶岩、窒息、飢餓などで減少する。また、プレイヤーには空腹ゲージも存在し、平和的モードを除き、食べ物を摂取して定期的に補わなければならない。空腹ゲージがゼロになると自動回復が停止し、体力が減っていく。体力は満腹時、または平和的モードでは常に回復する。
体力が尽きると、インベントリ内のアイテムは（設定によって無効化可能だが）その場にドロップする。プレイヤーはデフォルトでは初期スポーン地点にリスポーンするが、ベッドで眠るかリスポーンアンカーを利用することでリスポーン地点を変更できる。ドロップしたアイテムは5分以内に回収しなければ消滅する。プレイヤーはモブや他プレイヤーを倒す、鉱石を採掘・製錬する、動物を繁殖させる、食料を調理するなどで経験値（xpまたはexpと呼ばれることが多い）を得られる。経験値は道具、防具、武器のエンチャントに使用でき、エンチャントされたアイテムは通常より強力で耐久性が高く、特殊効果を持つ。
このゲームには、サバイバルモード派生のゲームモードとして、ハードコアモードとアドベンチャーモードが存在する。ハードコアモードは基本的にサバイバルと同じだが、難易度が「ハード」に固定され、永久死亡が有効となる。すなわち一度死ぬとワールドは削除するか、スペクテイターモードで探索するしかなくなる。アドベンチャーモードはリリース後のアップデートで追加され、プレイヤーが直接ワールドを改変できないよう制限されたモードである。これはカスタムマップでの利用を主目的としており、マップ製作者が意図したプレイ体験を提供できるよう設計されている。

#### クリエイティブモード
クリエイティブモードでは、プレイヤーはインベントリメニューからゲーム内のほぼすべての資源やアイテムを無限に利用でき、即座に設置・破壊することが可能となる。自由に空中を飛行することが可能で、キャラクターはダメージや空腹の影響を受けない。このモードでは妨害要素が存在しないため、プレイヤーは建築や大規模な創作に専念できる。

### マルチプレイ
Minecraftのマルチプレイでは、複数のプレイヤーが同一のワールド内で互いに交流・コミュニケーションをとることが可能である。マルチプレイには、直接接続によるゲーム間マルチプレイ、LANプレイ、ローカル分割画面（コンソール専用）、そしてサーバー（個人・企業ホスティング）を通じた方法がある。
プレイヤーは自分専用のサーバーを作成することが可能であり、その方法にはRealms（公式の課金サービス）を利用、サーバーホスティングサービスを契約、自分でサーバープログラムを動かす、あるいはXbox Live、PlayStation Network、Nintendo Switch Onlineを介して他プレイヤーのゲームに直接接続などがある。シングルプレイヤーワールドにもLAN接続機能があり、サーバーを立てなくても同じネットワーク上のPCから参加できる。
マルチプレイサーバーにはサーバーオペレーター（管理者）が存在し、時間の変更やプレイヤーのテレポートといったコマンドを使うことができ、また許可するユーザー名やIPアドレスの制限を設けることもできる。サーバーごとに独自のルールや慣習が設けられている場合も多く、多種多様な活動が展開されている。
中でも最大規模かつ最も人気のあるサーバーはHypixelで、延べ1,400万人以上のユニークプレイヤーが訪れている。また、Minecraftではサーバーの設定によってPvP（プレイヤー同士の戦闘を有効化することも可能であり、戦闘を伴うマルチプレイ体験も楽しめる。

#### Minecraft Realms
Minecraft Realms（マインクラフト レルムズ）は、Mojang Studiosが運用する有料のマルチプレイサーバー。2013年に発表し、これは、プレイヤーがマルチプレイヤーサーバーを自分でセットアップすることなく、簡単かつ安全に実行できるようにすることを目的としたサーバーホスティングサービスとなっている。標準サーバーとは異なり、招待されたプレイヤーだけがRealmsサーバーに参加でき、これらのサーバーはIPアドレスを使用しない。Java EditionのRealmsとBedrock EditionのRealms Plusの2種あり、それぞれ料金プランがある。ホワイトリスト制で、Java EditionのRealmsサーバーの所有者は、最大20人をサーバーに招待して、一度に最大10人のプレイヤーをオンラインでプレイさせることができる。Bedrock EditionのRealms Plusサーバーの所有者は、最大3000人をサーバーに招待して、一度に最大10人のプレイヤーをオンラインでプレイさせることができる。招待された側は所有者に承認されると無料でサーバーに参加できる。RealmsでのマルチプレイにはMicrosoftアカウント（Xbox Liveアカウント）が必要となっている。Electronic Entertainment Expo 2016では、Windows 10、iOS、およびAndroidプラットフォーム間のクロスプラットフォームプレイのサポートが2016年6月からRealmsを通じて追加され、Xbox Oneのサポートは2017年後半に提供された。2017年7月31日、Mojangはクロスプラットフォームプレイを可能にするアップデートのベータ版をリリースした。RealmsのNintendo Switchサポートは、2018年7月にリリースされた。

### カスタマイズ

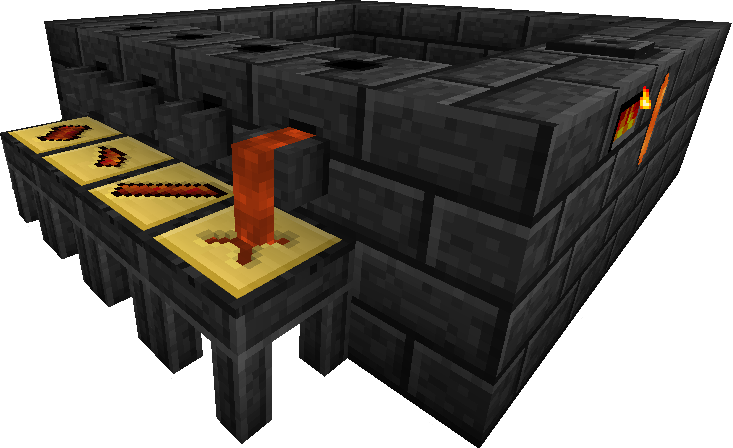
MOD「Tinkers' Construct」内の製錬所

リソースパック、データパック、プラグイン、アドオン（Bedrock Editionのみ）、そしてMODを利用したカスタマイズが可能である。リソースパックやデータパックはアイテムやブロックなどのモデル、テクスチャを変更したり、レシピやコマンドを追加したりする。MODはゲーム性や難易度、グラフィックスを変更したり、新しい地形を追加したり、さらには根本的なシステムを変更するなど大小さまざまな改変を加えることができる。MODは、ゲームプレイを向上させるもの（ミニマップ、ウェイポイント、耐久性カウンターなど）から、他のビデオゲームやメディアの要素を追加するものまで、膨大な数のMODを提供している。さまざまなMODフレームワークがコードのリバースエンジニアリングによって独自に開発された一方で、Mojangも公式の改造用フレームワークを用いて、Minecraftのバニラ版を強化し、テクスチャや音など特定のゲーム要素を変更するコミュニティ制作のリソースパックの制作を可能にした。プレイヤーはまた、特定のルール、チャレンジ、パズル、クエストを含むことが多い独自の「マップ」（カスタムワールドセーブファイル）を作成し、他のプレイヤーが遊べるように共有することも可能である。Mojangは2012年8月にアドベンチャーモードを追加した。2012年10月には「コマンドブロック」が導入された。これは主にJava Editionのカスタムマップ用に特別に作成されたものである。データパックはJava Editionのバージョン1.13で導入され、さらなるカスタマイズを可能にし、新しい実績、次元、機能、戦利品テーブル、述語、レシピ、構造物、タグ、ワールド生成を追加する能力が含まれている。
Xbox 360 Editionではダウンロードコンテンツをサポートしており、Xbox Games Storeを通じて購入可能であった。これらのコンテンツパックには、通常追加のキャラクタースキンが含まれていた。後に、12回目のタイトルアップデートでテクスチャパックのサポートが追加され、「マッシュアップパック」が導入された。これにより、テクスチャパックがスキンパックとゲームの音、音楽、ユーザーインターフェースの変更と組み合わされるようになった。Xbox 360版用の最初のマッシュアップパック（ひいては最初のテクスチャパック）は、2013年9月4日にリリースされ、Mass Effect シリーズをテーマにしたものであった。しかし、Java Editionとは異なり、Xbox 360版はプレイヤー制作のMODやカスタムマップをサポートしていなかった。任天堂のスーパーマリオシリーズに基づいたクロスプロモーションリソースパックが、2016年5月17日にWii U Edition専用として全世界でリリースされ、その後Nintendo Switch Editionの発売時に無料でバンドルされた。また、Fallout シリーズに基づいた別のリソースパックが、その年の12月にコンソール向けにリリースされた。また、2017年4月にはWindowsとモバイル用にリリースされた。2018年4月、MinecraftのJava Editionで使用するためのいくつかのダウンロード可能なユーザー制作のスキンにマルウェアが発見された。Avastは、約50,000件のアカウントが感染したと述べ、マルウェアが有効化されると、ユーザーのハードドライブを再フォーマットしようと試みることを明らかにした。Mojangは迅速にその問題を修正し、「コードはゲーム自体によって実行されたり読み取られたりすることはない」という声明を発表した。そのコードは、スキンを含む画像が開かれたときにのみ実行されるものであると述べた。

#### マーケットプレイス
2017年6月、MojangはゲームのBedrock Editionに「ディスカバリー・アップデート（Discovery Update）」として知られるアップデートをリリースした。このアップデートには、新しいマップ、新しいゲームモード、「マーケットプレイス」が含まれており、これはユーザーが生成したコンテンツのカタログであり、Minecraftのクリエイターに「ゲームから収入を得る別の方法」を提供するものである。さらに、多くの要素が追加されている。さまざまなクリエイターによるスキン、マップ、テクスチャパック、アドオンなどを「マインコイン」と呼ばれるデジタル通貨で購入可能であり、これは現実のお金で購入する仕組みとなっている。さらに「マーケットプレイスパス」と呼ばれるサブスクリプションサービスによって、特定のコンテンツにもアクセスできる。
また、独立系クリエイターだけでなく、Mojangやマイクロソフト自身が公開したアイテムや、Minecraftと他のIPとの公式コラボレーションによるアイテムもマーケットプレイスで入手できる。
2022年時点で、マーケットプレイス経由のコンテンツダウンロード数は17億件を突破し、売上高は5億ドル以上に達している。

## 開発

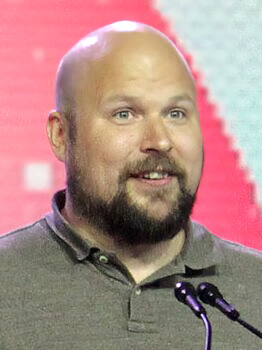
Minecraftの原作者であるマルクス・ペルソン（Notch）（2016年のGDCにて）

Minecraftを考案する以前、マルクス・ペルソン（Notch）は、2009年3月までKingでゲーム開発者として働いていた。主にブラウザゲームの制作に従事しながら、複数のプログラミング言語を習得した。彼は自宅での余暇に自分のゲームを試作することが多く、その多くは他のゲームから得たインスピレーションに基づいていた。また、独立系開発者向けのTIGSourceフォーラムにも頻繁に参加していた。これらの個人的なプロジェクトの一つに『RubyDung』という名前のものがあった。これは『Dwarf Fortress』に触発された基地構築ゲームであり、『ローラーコースタータイクーン』のようなアイソメトリックな3Dゲームとして構想されたものである。ために、『グランド・セフト・オート・チャイナタウンウォーズ』のスタイルを模倣しようとして作成した3Dテクスチャーマッパーを持っていた。RubyDungにおいて彼が試した機能の一つには、ダンジョンキーパーに似た一人称視点があったが、当時はグラフィックがあまりにもピクセル化していると感じ、このモードを省略した。2009年3月ごろ、ペルソンはKingを退職し、jAlbumに加入した。しかし、それ以外では自身のプロトタイプ制作を続けていた。
2009年4月に初めてリリースされたブロックベースのオープンエンド型採掘ゲーム『Infiniminer』は、ペルソンがRubyDungをどのように進化させるかについてインスピレーションを与えた。Infiniminerはゲームプレイのビジュアルスタイルに大きな影響を与えており、一人称視点モードの復活や、ブロック状の見た目、そしてブロック構築の基本要素などが取り入れられた。しかし、Infiniminerとは異なり、ペルソンはMinecraftにRPG要素を加えたいと考えた。

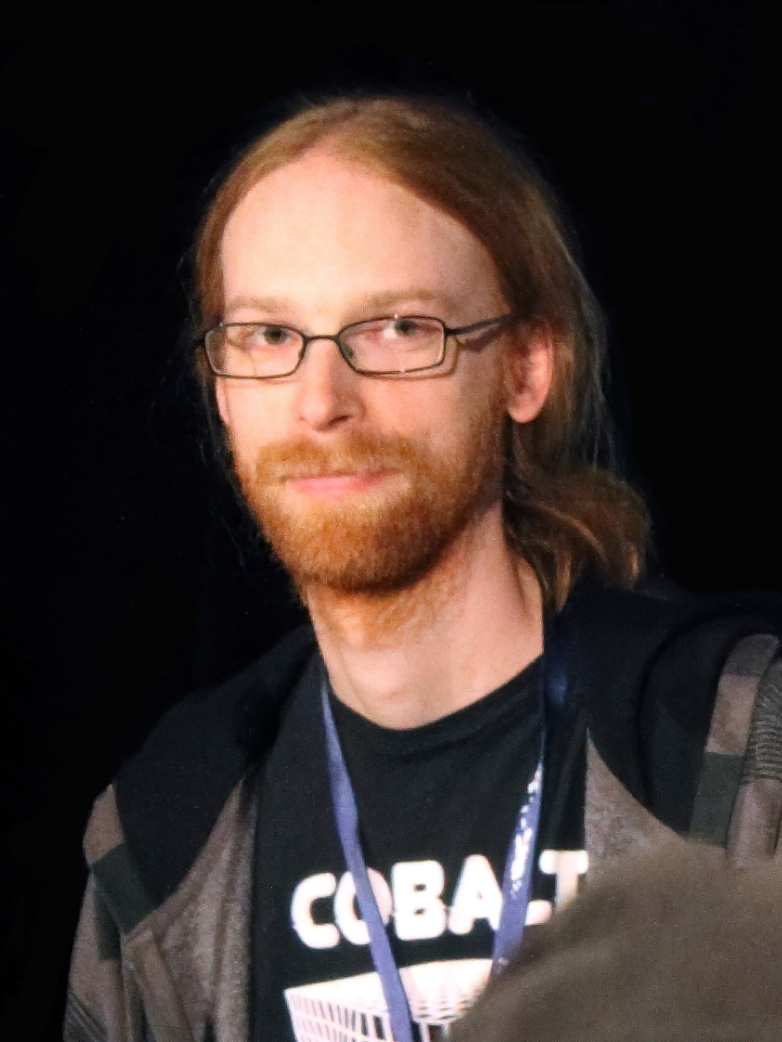
Minecraftのリードデザイナー兼クリエイティブディレクターであるイェンス・バーゲンステン（Jeb）（2012年）

Minecraftの最初の公開ベータ版は、2009年5月17日にTIGSourceフォーラムでリリースされた。年月が経つにつれ、ペルソンはツール、モブ、さらには完全に別次元の世界などの新機能を含むテストビルドを定期的に公開した。2011年、ゲームの人気の高まりを部分的な理由として、ペルソンは正式なバージョン1.0をリリースすることを決意した。このバージョンは後に「アドベンチャー・アップデート（Adventure Update）」と呼ばれ、2011年11月18日にリリースされた。その直後、ペルソンはゲームの開発を辞め、プロジェクトリーダーをイェンス・バーゲンステン（Jeb）に引き継いだ。
2014年9月15日、WindowsオペレーティングシステムやXboxビデオゲームコンソールを開発するマイクロソフトは、25億ドルでMojangとMinecraftの知的財産権を買収する契約を発表した。この取引は、ペルソンがTwitterに投稿し、ゲームのエンドユーザーライセンス契約（EULA）の条項を強制したことに対する批判を受けた後、自身の持ち分を買い取ってくれる企業を求めた際に提案されたものである。この条項は、過去3年間EULAに含まれていたものであった。ペルソンによると、MojangのCEOであるカール・マネーは、ツイートの直後にマイクロソフトの幹部から電話を受け、ペルソンが本気で取引を考えているのか確認されたという。また、Mojangにはアクティビジョン・ブリザードやエレクトロニック・アーツ（EA）を含む他の企業からの接触もあった。マイクロソフトとの取引は2014年11月6日に仲裁され、ペルソンはフォーブスの「世界の億万長者」リストに名を連ねることになった。
ゲームのもともとのPC版は、2017年9月18日に「Minecraft: Java Edition（Java版）」に改名され、クロスプラットフォーム版である「Minecraft: Bedrock Edition（統合版）」との区別が図られた。Bedrock Editionは「ベター・トゥギャザー・アップデート（Better Together Update）」において単にMinecraftと改名された。
Minecraftは長年にわたり、毎年大型アップデートを受け取っていた。これらのアップデートはゲーム購入者に対して無料で提供され、それぞれが特定のテーマを中心としたものだった。例えば、2018年のバージョン1.13の「アクアティック・アップデート（Update Aquatic）」は海関連の機能に焦点を当て、2020年のバージョン1.16の「ネザーアップデート（Nether Update）」はネザーディメンションに大きな変更を加えた。しかし、2024年後半、Mojangはアップデート戦略の変更を発表した。年次で大型アップデートをリリースするのではなく、「より頻繁に、より小さなインクリメンタルなアップデートをリリースする」という方針を選択し、「みなさんがより頻繁に新しいMinecraftのコンテンツを求めていることは理解している」と述べた。Bedrock Editionは定期的にアップデートされており、これらのアップデートは現在Java Editionのアップデートテーマに合わせられている。他のバージョン、例えば各種Console EditionやPocket Editionについては、Bedrock Editionに統合されたか、開発が終了したため、以降のアップデートは行われていない。
2020年4月16日、Minecraftの「Bedrock Edition」専用のベータ版であるMinecraft RTXがリリースされ、物理ベースのレンダリングやリアルタイムパストレーシングが実装された。そして、NvidiaによってRTX対応のGPU向けにDLSSがリリースされた。パブリックリリース版は2020年12月8日に公開された。パストレーシングは、ゲーム内のMinecraftマーケットプレイスを通じて無料でダウンロードできる対応ワールドでのみ有効にできる。Nvidiaのウェブサイトからダウンロードできるテクスチャパックを使用する場合である。または、互換性のあるサードパーティ製のテクスチャパックを使用することである。どのテクスチャパックでも、どのワールドでもデフォルトで単純に有効にすることはできない。しかし、Nvidiaによれば、将来的にはゲーム内で直接その機能を有効にすることが可能になるとのことである。当初、Minecraft RTXは、多くのバグや表示エラー、そして不安定性の問題を受けた。
2025年3月22日、新たなビジュアルモード「バイブラントビジュアルズ（Vibrant Visuals）」が発表された。このオプションのグラフィック刷新はMinecraft RTXに似たもので、RTX対応ハードウェアを必要とせずに、ダイナミックシャドウ、スクリーンスペースリフレクション、ボリューメトリックフォグ、ブルームなど現代的な描画要素を実装していることが特徴である。
バイブラントビジュアルズは、「チェイス・ザ・スカイ（Chase the Skies）」アップデートの一部として2025年6月17日にBedrock Edition向けにリリースされ、今後、Java Editionでも提供予定である。

### エディション

#### Java Edition
| 2009 | Pre-Classic                                     |
| 2009 | Classic                                         |
| 2009 | Survival test                                   |
| 2009 | Indeb                                           |
| 2010 | Infdev                                          |
| 2010 | Alpha                                           |
| 2010 | Alpha v1.2.0 - v1.2.6: ハロウィン・アップデート |
| 2010 | Beta                                            |
| 2011 | Beta                                            |
| 2011 | リリース 1.0: アドベンチャー・アップデート      |
| 2012 | 1.1                                             |
| 2012 | 1.2                                             |
| 2012 | 1.3                                             |
| 2012 | 1.4: プリティー・スケアリー・アップデート       |
| 2013 | 1.5: レッドストーン・アップデート               |
| 2013 | 1.6: ホース・アップデート                       |
| 2013 | 1.7: 世界を変えたアップデート                   |
| 2014 | 1.8: バウンティフル・アップデート               |
| 2015 |                                                 |
| 2016 | 1.9: コンバット・アップデート                   |
| 2016 | 1.10: フロストバーン・アップデート              |
| 2016 | 1.11: エクスプロレーション・アップデート        |
| 2017 | 1.12: 色彩の世界アップデート                    |
| 2018 | 1.13: アクアティック・アップデート              |
| 2019 | 1.14: ヴィレッジ・アンド・ピレッジ              |
| 2019 | 1.15: バジー・ビー                              |
| 2020 | 1.16: ネザーアップデート                        |
| 2021 | 1.17: 洞窟と崖：第一弾                          |
| 2021 | 1.18: 洞窟と崖：第二弾                          |
| 2022 | 1.19: ワイルドアップデート                      |
| 2023 | 1.20: 旅路と物語                                |
| 2023 | 1.20.3: バット・アンド・ポット                  |
| 2024 | 1.20.5: アーマード・パウズ                      |
| 2024 | 1.21: トリッキー・トライアル                    |
| 2024 | 1.21.2: バンドル・オブ・ブレイバリー            |
| 2024 | 1.21.4: ガーデン アウェイケンズ                 |
| 2025 | 1.21.5: スプリング・トゥ・ライフ                |
| 2025 | 1.21.6: チェイス・ザ・スカイ                    |

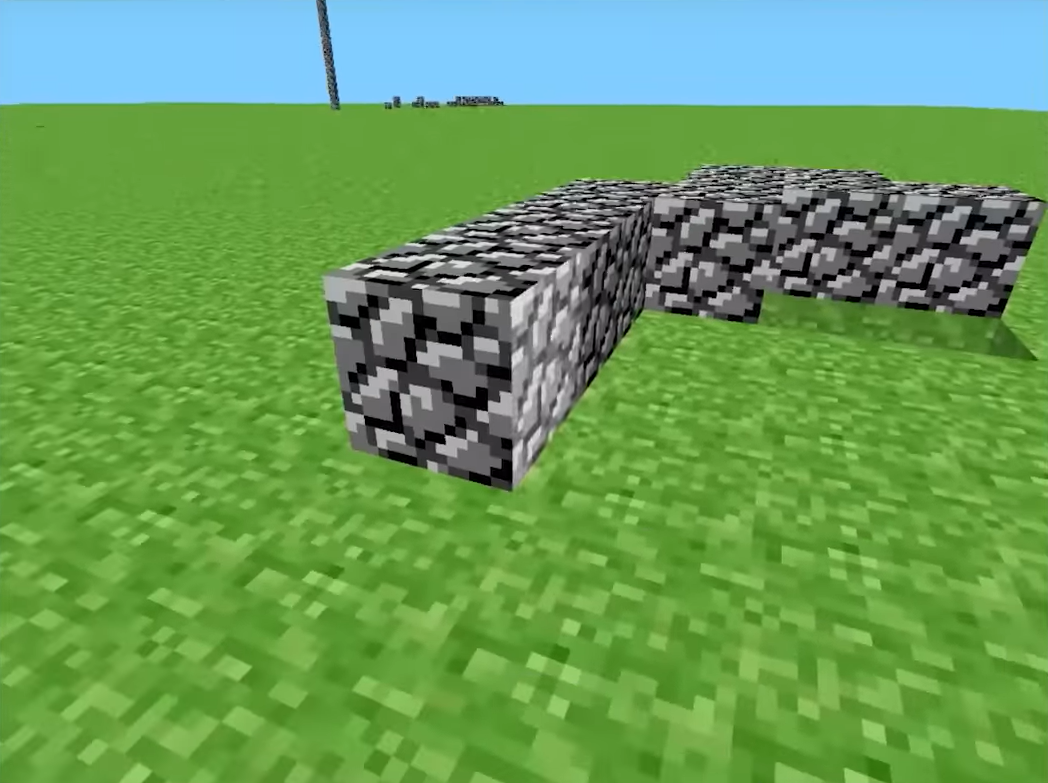
『Cave Game』、2009年初期のMinecraftのバージョン。

Minecraftのオリジナル版の当時は、『Cave Game』と呼ばれ、現在はJava Editionとして知られているものの開発は、2009年5月11日前後に始まった。そして、2009年5月13日に、ペルソンがゲームの初期バージョンのテスト動画をYouTubeに公開したことで、開発は終了した。この動画は「Cave game tech test」または「Cave game tech demo」と呼ばれた。翌日、プレイヤーからの提案を受けてゲームは「Minecraft: Order of the Stone」と名付けられた。「Order of the Stone」という名称はウェブコミック『The Order of the Stick』から由来し、Minecraftは「良い名前だから」という理由で選ばれた。その月の週末に、ペルソンによってMinecraftの基本プログラムが完成し、2009年5月16日にTigIRCでプライベートテストが公開された。ゲームは2009年5月17日に初めて一般公開され、TIGSourceフォーラムで開発版としてリリースされた。ペルソンはフォーラムからのフィードバックに基づいてゲームを更新した。このバージョンは後に「Classic（クラシック）」として知られるようになった。さらなる開発段階として「Survival Test（サバイバルテスト）」、「Indev（インデブ）」、および「Infdev（インフデブ）」が2009年と2010年にリリースされた。
最初の大規模アップデート、アルファ版と呼ばれるものは、2010年6月30日にリリースされた。ペルソンは当初、Jalbum.netで日中の仕事を続けていたが、ゲームのアルファ版の販売が拡大するにつれて、最終的には、Minecraftに全力で取り組むために退職した。ペルソンは、ユーザーに自動的に配信されるアップデートを通じてゲームを継続的に更新した。これらのアップデートには、新しいアイテム、新しいブロック、新しいモブ、サバイバルモード、そしてゲームの挙動に関する変更（例：水の流れ方）が含まれていた。Minecraftの開発を支えるために、ペルソンはゲームから得た収益を元に、Mojangというゲーム会社を設立した。Mojangの共同創設者には、ペルソンの同僚であったKingのヤコブ・ポルサーや、jAlbumのCEOであるカール・マネーが含まれていた。
2010年12月11日、ペルソンはMinecraftが2010年12月20日にベータテストフェーズに入ることを発表した。さらに、バグ修正やリリースまでのすべてのアップデートは引き続き無料で提供されることも述べた。開発の過程で、Mojangはプロジェクトに取り組むために何人かの新しい社員を雇った。
Mojangはゲームをベータ版から正式版に移行し、2011年11月18日にフルバージョンをリリースした。2011年12月1日、イェンス・バーゲンステンがMinecraftの完全なクリエイティブコントロールを引き継ぎ、ペルソンのリードデザイナーとしての役割を置き換えた。2012年2月28日、MojangはMinecraftの人気のある「Bukkit」開発者APIの開発者を雇ったと発表した。Minecraftのサーバー改造のサポートを向上させるためであった。この買収には、MojangがBukkitを利用するためのCraftBukkitサーバーMODの完全な所有権を取得することも含まれていた。ただし、この主張の正当性は、多くの寄稿者によるオープンソースプロジェクトであるという状況や、GNU General Public Licenseおよび Lesser General Public Licenseライセンスに基づくライセンスのために疑問視された。2017年に、Bedrock Editionと区別するためにJava Editionというサブタイトルになった。

#### Pocket Edition
2011年8月、『Minecraft: Pocket Edition』がXperia Play向けにAndroid Marketで早期アルファ版としてリリースされた。その後、2011年10月8日に他の対応デバイス向けにもリリースされた。2011年11月17日に、iOS向けのMinecraftのバージョンがリリースされた。マイクロソフトがMojangを買収した直後に、Windows Phone向けの移植版が提供された。この移植版は、ゲームのクリエイティブな建築要素と原始的なサバイバル要素に重点を置いており、PC版のすべての機能は含まれていなかった。イェンス・バーゲンステンは、自身のTwitterアカウントで、『Minecraft: Pocket Edition』がJavaではなくC++で書かれている理由として、iOSがJavaをサポートしていないことを挙げた。しかし、AndroidとiOSのデバイスの両方でJava Editionを非公式にプレイする方法が存在する。
2014年12月10日に、Pocket Editionの移植版がWindows Phone 8.1向けにリリースされた。2017年1月、マイクロソフトはPocket EditionのWindows Phone版を今後維持しないことを発表した。2016年12月19日、iOS、Android、およびWindows Phone向けにMinecraft: Pocket Editionの完全版がリリースされた。
Pocket Editionは2017年にBedrock Editionとして再構築され、新たにXbox OneやNintendo Switch版とクロスプラットフォームプレイが可能となった。

#### Console Edition
4J Studiosによって開発されたXbox 360版のゲームは、2012年5月9日に発売された。2012年3月22日には、同作が新たなXbox Liveプロモーション『Arcade NEXT』の旗艦タイトルとなることが発表された。同作はPC版とはいくつか異なる点があり、新たに設計されたクラフティングシステム、コントロールインターフェース、ゲーム内チュートリアル、画面分割でのマルチプレイ、そしてXbox Liveを介して友人と遊ぶ機能が含まれる。Xbox 360版のワールドは無限ではなく、見えない壁によって囲まれている。また、Xbox 360版は当初、古いPC版に似た内容であったが、サービス終了前に徐々に現在のPC版に近づける形でアップデートが行われた。さらに、より広大なワールドやその他の強化を特徴とするXbox One版が、2014年9月5日に発売された。
PlayStation 3版とPlayStation 4版はそれぞれ、2013年12月17日と2014年9月4日に発売された。PlayStation 4版はローンチタイトルとして発表されたものの、最終的に発売が遅れることとなった。また、PlayStation Vita版も2014年10月に発売された。Xbox版と同様に、PlayStation版も4J Studiosによって開発された。
2015年12月17日に『Minecraft: Wii U Edition』が発売された。Wii U版は、2016年6月17日に北米で、2016年6月23日に日本で、2016年6月30日にヨーロッパでパッケージ版が発売された。Nintendo Switch版は、2017年5月11日にニンテンドーeショップで配信され、パッケージ版は後日発売される予定とされた。さらに、2017年9月13日のNintendo Directプレゼンテーション中に、任天堂は『Minecraft: New Nintendo 3DS Edition』がPocket Editionを基にしたものであることを発表し、ライブ配信直後にダウンロード版が利用可能になり、パッケージ版は後日発売される予定であった。同作はNewニンテンドー3DSおよびNewニンテンドー2DS LLシステム専用であり、オリジナルの3DSや2DSシステムでは動作しない。
2018年12月18日、PlayStation 3、PlayStation Vita、Xbox 360、およびWii U版のMinecraftは最終アップデートを受け、それ以降「Legacy Console Editions」として知られるようになった。また、2019年1月15日にNewニンテンドー3DS版のMinecraftも最終アップデートを受け、事実上サポートが終了した。

#### Bedrock Edition
2017年9月20日、Pocket Edition、Gear VR、Windows 10、Xbox One向けに「Bedrock Engine」と呼ばれるゲームエンジンを採用したアップデート「ベター・トゥギャザー・アップデート（Better Together Update）」が公開された。それにより同じ更新データが適用されるバージョンに統合され、クロスプラットフォームでのマルチプレイが実装された。
2018年6月21日には、Nintendo Switchに対しても「ベター・トゥギャザー・アップデート」が適応された新ソフトが配信され、Nintendo Switch Editionを持っている人には無料配信された。2019年12月11日にはPlayStation 4向けにPlayStation 4 Editionを上書きする形で同アップデートが配信された、無料のXbox Liveアカウントを利用することでクロスプラットフォームプレイが可能になった。
このようにして「ベター・トゥギャザー・アップデート」の適用を受けたエディションは、その後すべて「Bedrock Edition（統合版）」という名称に変更され、1つに統合された。
PlayStation 5版はアクティビジョン買収の件でSIE代表のジム・ライアンが辞任するまでは、MojangにPS5向けの開発環境を提供しなかったことで発売することができなかったが、2024年10月22日に物理版とともにリリースすることが発表された。PlayStation 4版を保有しているユーザーは原則として、無料でPS5版にアップグレードできるが、日本については不当景品類及び不当表示防止法との兼ね合いから、22円で提供する。

#### Education Edition
『Minecraft: Education Edition』は、2016年11月1日から提供が開始された、教育向けエディションである。
2015年7月、マイクロソフトが教育用途に特化したMinecraft、『Minecraft in education』を発表した。2016年1月、Mojang Studiosは『Minecraft: Education Edition』を発表し、2016年11月1日に提供を開始した。提供開始当初はWindowsおよびmacOSのみの対応であったが、2018年9月からiPadでも利用できるようになった。2020年8月にはChromebook版の提供を開始した。
2018年2月のアップデートでは、化学の学習に使用できるモードが追加された。2020年8月のアップデートでは遠隔学習用の機能が追加された。
また、Minecraftはしばしばプログラミングやアクティブ・ラーニングなど、教育に有用であるとされ、授業や学習に取り入れられている。スウェーデンのヴィクトル・リュードベリ記念学校では授業の必修科目として取り入れられている。日本では、プログラミングスクールにMOD開発の題材としての利用や、テーマに沿ったワールドを作り競い合う大会「Minecraftカップ」などの例があるほか、教育関係者向けにMinecraftの研修会が実施されている。また、「MakeCode」やPython、JavaScript等のコーディングの学習にも用いられる。対してトルコは、2015年3月までの政府調査内で「暴力的なゲーム」として規制をするべきだとの声を挙げている。

#### 中国版Minecraft
2016年5月20日に、『China Edition』（「我的世界」）が中国向けのローカライズ版として発表された。この版は、NetEaseとMojangとのライセンス契約のもとでリリースされたものである。PC版は2017年8月8日に公開テストが開始された。iOS版は2017年9月15日に、Android版は2017年10月12日にリリースされた。PC版はオリジナルのJava Editionに基づいており、iOSおよびAndroidのモバイル版はBedrock Editionに基づいている。このエディションは基本プレイ無料であり、2019年11月までに3億人以上のプレイヤーを獲得していた。

#### 他のPC版
Minecraft: Java Editionとは別に、PC向けには「Windows版Minecraft」、「Minecraft Classic」、「Minecraft 4k」、そしてRaspberry Pi向けのバージョンなど、他のMinecraftのバージョンも存在する。

##### Windows版Minecraft
Bedrock Editionのバージョンは、マイクロソフトのWindows 10およびWindows 11オペレーティングシステム専用である。Windows 10向けのベータ版は、2015年7月29日にWindows Storeでリリースされた。
約1年半のベータ期間を経て、マイクロソフトは2016年12月19日にこのバージョンを正式リリースした。このリリースは「エンダー・アップデート （Ender Update）」と呼ばれ、ワールドテンプレートやアドオンパックなど、このバージョンのMinecraftに新機能を実装したものである。
このバージョンには、Xbox Liveのフレンドと一緒にプレイしたり、他のBedrockプラットフォームでMinecraftを所有しているユーザーとローカルマルチプレイを行ったりする機能が備わっている。その他の特徴として、ゲームパッド、キーボード、タッチスクリーン（Microsoft Surfaceやその他のタッチスクリーン対応デバイス用）といった複数の操作方式に対応している。また、仮想現実（VR）対応が実装されており、Windowsの内蔵機能であるGameDVRを使用してゲーム中の録画やスクリーンショットの撮影が可能である。
2022年6月7日より、MinecraftのJava EditionとBedrock Editionは、Windows向けに購入可能な1つのバンドルとして統合された。この変更により、いずれか一方のバージョンを所有しているユーザーは自動的にもう一方のバージョンへのアクセス権を得ることができる。ただし、両バージョンのゲームはそれぞれ独立した状態のままである。

##### Minecraft Classic
Minecraftの正式リリース以前、開発行程にはいくつか区切りがあった。Classicはそのうちの一つで、Indevより古いバージョンとなる。開発チームはIndevより古いバージョンの名前を「Minecraft Classic」とした。2009年当時のMinecraft Classicはウェブブラウザ上のJavaアプレットでも動作していたが、ウェブサイトのリニューアルにともない使えなくなった。このバージョンはクリエイティブモードとほぼ同様に機能し、プレイヤーは一人でもマルチプレイヤーサーバーでも、世界のあらゆる部分を建設したり破壊したりすることができる。溶岩のような環境の危険はプレイヤーにダメージを与えず、いくつかのブロックはその振る舞いが開発の段階で後に変更されたため、異なる機能を持っている。
2019年5月7日、Minecraftの10周年を記念して、2009年のJava Editionの古いビルドをJavaScriptで再現したMinecraft Classicが、無料でオンラインプレイ可能になった。Minecraft Classicのリメイクしたものをリリースした。最大3人までのマルチプレイで、32種のブロックとバグは当時のまま再現されている。PCなどのブラウザ上でプレイすることができる。

##### Minecraft 4k
Minecraft 4kは、Java 4K Game Programming Contestのために開発されたMinecraftの簡易版で、Classicバージョンに似たものであり、4キロバイト未満で作成された。マップ自体は有限であり、64×64×64ブロックで構成されている。同じワールドが毎回生成される仕様である。プレイヤーは草、土、石、原木、葉、レンガで構成されたブロックを配置または破壊することのみが可能である。

##### Minecraft: Pi Edition
2012年のMineConで、Raspberry Pi向けのMinecraftのバージョンが正式に発表された。「Pi Edition」は、Pocket Editionのアルファ版をベースにしており、テキストコマンドを使用してゲームの世界を編集する機能が追加されている。プレイヤーはゲームコードを開き、Pythonを使用してゲーム内のさまざまな要素を操作することができる。このバージョンには、ゲームを改変するためのスクリプトAPIや、マルチプレイ用のサーバーソフトウェアも含まれている。なお、ゲームは2012年12月20日にリークされたが、すぐに削除された。2013年2月11日に正式にリリースされた。Mojangは2016年1月24日にMinecraft: Raspberry Pi Editionのアップデート提供を停止した。このエディションはRaspberry Pi OSにプリインストールされており、公式のMinecraftウェブサイトから無料でダウンロードすることができる。

### バリエーション
2011年ごろ、Minecraftの正式リリース前に、Mojangとレゴグループとの間で、「Brickcraft」と呼ばれるレゴブロックを基にしたMinecraftのゲームのコラボレーションが行われていた。これは、Minecraftの基礎ゲームをレゴブロック仕様に改変するもので、標準の1×1ブロックだけでなく、レゴセットでよく使われる大きめのパーツにも対応させる必要があった。ペルソンは『ナポレオン・ダイナマイト』のジョークにちなんで「Project Rex Kwon Do」と呼ばれる初期バージョンを開発していた。レゴはこの企画を承認し、Mojangも6か月間に2人の開発者を割り当てたが、レゴグループからの要求が原因で中止となったと、MojangのDaniel Kaplanは語っている。また、レゴはこのゲームを完成させるためにMojangの買収も検討したが、マイクロソフトが20億ドル以上でMojangを買収する提案したことで、レゴ側はMinecraftの将来性に自信を持てず手を引いた。2025年6月26日には、2012年6月28日付の『Brickcraft』のビルドがOmniarchiveというウェブサイトで公開された。

#### バーチャルリアリティ
初期の段階で、ペルソンはMinecraftのポートをOculus Riftでサポートする計画を立てていた。しかし、2013年にFacebookがOculusを買収した後、彼は「Facebookは気味が悪い」と述べて計画を突然中止した。2016年に、Oculus Riftハードウェア向けにJava Editionにバーチャルリアリティサポートを提供するコミュニティ制作の改造版「Minecraft VR」が開発された。この「Minecraft VR」改造版のフォークである「Vivecraft」は、OpenVRに移植され、HTC Viveハードウェアのサポートに特化している。2016年8月15日、マイクロソフトは『Windows 10 Edition』向けの公式Oculus Riftサポートを開始した。このリリースに伴い、「Minecraft VR」改造版は開発者によって商標問題のために中止され、コミュニティの開発者たちはそのRiftサポートやオリジナルのMinecraft VR改造版よりも優れている点から、Vivecraftを支持するようになった。Gear VR版の「Minecraft: Gear VR Edition」が利用可能である。2017年にWindows Mixed Realityのサポートが追加された。2020年9月7日、Mojangは、PlayStation 4版のゲームが同月にPlayStation VRのサポートを受けることを発表した。公式にサポートされているMinecraftのVR版は、PlayStation 4版、Minecraft: Gear VR Edition、およびOculus RiftとWindows Mixed Realityヘッドセット用のWindows版Minecraftだけである。2024年9月に、MinecraftはPlayStation VRのサポートを終了することを発表し、最終更新は2025年3月に行われる。

## 音楽とサウンドデザイン

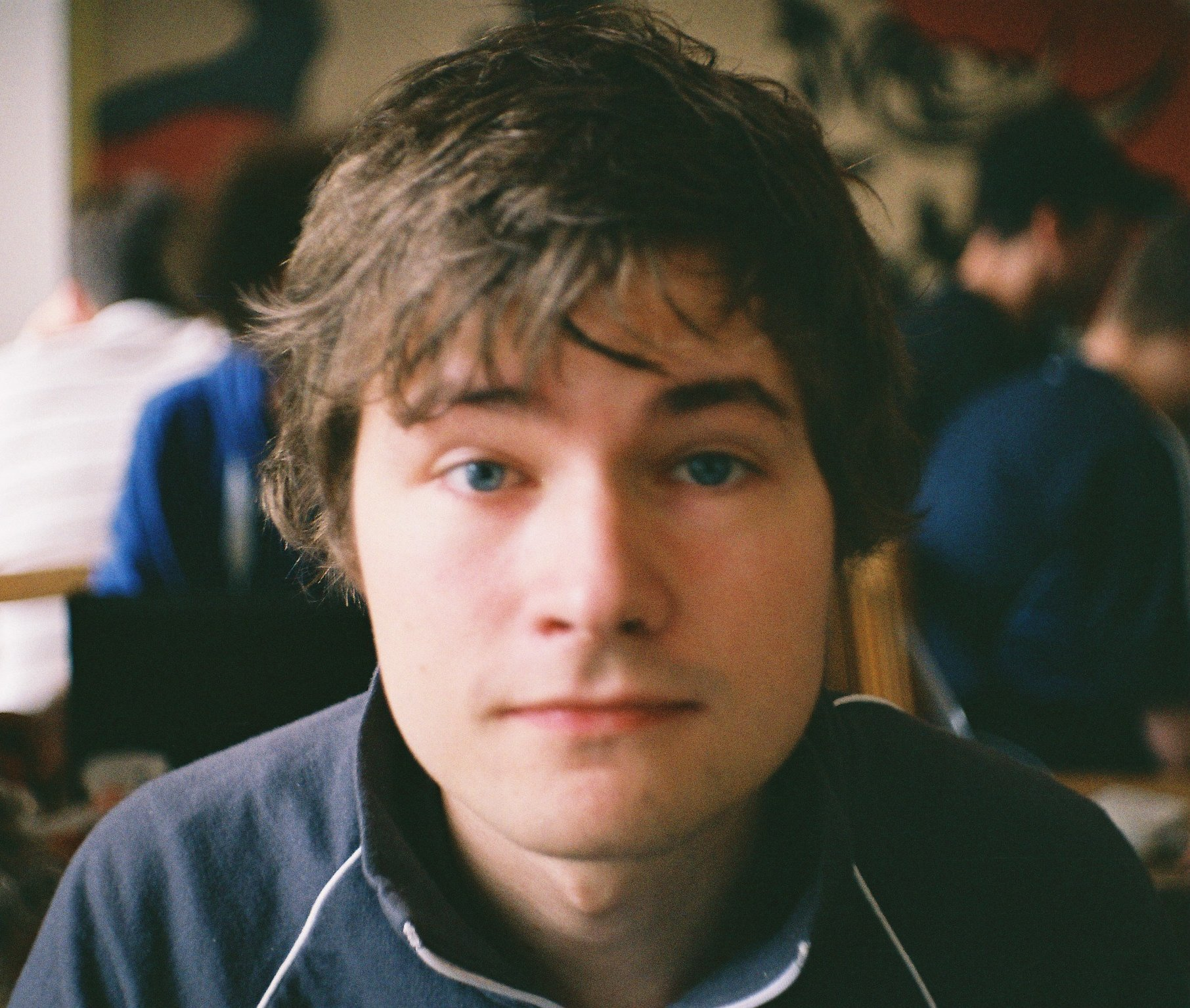
Minecraftの音楽の作曲者であり、サウンドデザイナーのC418（2011年撮影）

音楽と効果音は、ドイツの音楽家であるダニエル・ローゼンフェルド（C418の名でも知られる）によって制作された。ゲームの効果音を制作する際、C418はフォーリー技術を幅広く活用した。彼はゲームに使用される音の制作プロセスについて学び、「フォーリーは面白いもので、その繊細さを学ぶ必要があった。最初はその知識があまりなかった。すべては試行錯誤の過程だ。ただ音を作り、最終的に『ああ、これだ！マイクを持ってきて！』と思える瞬間が来る。決まったやり方なんてまったくないんだ」と語った。C418はゲーム内の草ブロックの音を制作した時について振り返り、「草の音を作るには実際に草の上を歩いて録音するのではない。なぜなら草はほとんど音がしないからだ。必要なのはVHSを用意し、それを分解してテープに軽く触れることだ」と述べた。彼の好きな音はクモの「ヒス音」だったという。彼は次のように語っている。「私はクモが好きだ。それを録音するのは1日かけてクモがどんな音を出すかを研究する過程だった。実際に、クモの中にはかすかにキーキーと鳴くものがいる。そこで私は消防ホースの音を録音し、それをサンプラーに入れ、変調して奇妙なクモが話しかけてくるかのような音に仕上げた」。  
多くのゲーム内の音は偶然や即興で制作された。クリーパーの効果音について、C418は「それは完全にマルクスと私の間の偶然の産物だった。私たちはマッチ棒を燃やす音を仮の効果音として入れてみただけだった。それが驚くほどうまくいったので、そのまま採用したんだ」と振り返った。ゾンビの効果音などについては、「実際言うと、ゾンビをそんなに恐ろしくしたくなかった。意図的にコミカルな音にしたんだ。それがうまくいっていると聞くのは嬉しいね」とコメントしている。また、C418はゲームのサウンドエンジンについて、「作業するにはひどいもの」だったと述べている。そして彼は次のように回想している。「もし2つの楽曲ファイルを同時に扱おうとすると、ゲームエンジン自体がクラッシュするんだ。そんなおかしなグリッチがたくさんあったけど、開発者たちはゲーム本体に忙しすぎて、サウンドエンジンを修正する暇はなかったんだ」。  
BGMは、インストゥルメンタルの環境音楽である。Minecraftの音楽を作曲するために、C418はAbleton Liveのパッケージと、いくつかの追加プラグインを使用した。それらについてC418は、「エフェクトからオーケストラ全体まで、ほとんど何でもできる。さらに、モーグ・シンセサイザー、Dave Smith Prophet 08、Virus TIのようなシンセサイザーもコンピュータに接続されている」と語った。2011年3月4日、C418は『Minecraft – Volume Alpha』というタイトルのサウンドトラックをリリースした。これには、Minecraftに収録されているほとんどの楽曲に加えて、ゲームには収録されていない他の音楽も含まれている。KotakuのKirk Hamiltonは、Minecraftの音楽を2011年の最高のビデオゲーム・サウンドトラックの1つに選んだ。2013年11月9日、C418は2番目の公式サウンドトラック『Minecraft – Volume Beta』をリリースした。これには、ゲームの後半のバージョンで追加された音楽が含まれている。Volume Alphaの物理リリース（CD、ブラック・ヴァイナル、限定版の透明グリーン・ヴァイナルLP）は、2015年8月21日にインディー・エレクトロニック・レーベルのゴーストリー・インターナショナルから発行された。2020年8月14日、GhostlyはVolume BetaをCDとヴァイナルでリリースし、限定版として代替カラーのLPとレンチキュラー・カバー・プレス盤がリリースされた。  
C418が最後に手がけたアップデートは『アクアティック・アップデート（Update Aquatic）』である。彼の音楽は2020年に実施されたネザーアップデートまでゲーム内の唯一の音楽として採用されていたが、このアップデートではレナ・レインによる楽曲が導入された。それ以降、谷岡久美、サムエル・オーベリ、アーロン・チェロフなどの作曲家が楽曲の制作に参加しており、レインが新たな主要作曲家として位置付けられている。C418が独自にリリースしたアルバム以外のすべての音楽の所有権はマイクロソフトに帰属し、他のアーティストの楽曲はマイクロソフトのレーベルによって発表されている。また、Gareth CokerはLegacy Console Editionのミニゲーム用音楽の一部を作曲した。
C418は2015年の『Fact』誌のインタビューで、ゲーム用の3枚目のMinecraftのアルバムを制作する意図を明かした。さらに、2017年のツイートでその存在を確認し、当時のレコードの作業量が過去2作分の合計を超え、合計で3時間18分以上になることを記した。しかし、マイクロソフトとのライセンス問題により、この第3作は現在までリリースされていない。2021年1月8日、C418はAnthony Fantanoとのインタビューで、第3作の音楽がリリースされる可能性について尋ねられた際、「一応あるし、自分としては完成してるつもりだけど、状況が複雑になってきていて…特にMinecraftは今はもう大きな案件だから、どうなるか分からない」と答えた。

## 評価

### 批評家
Minecraftの初期バージョンは、プレイヤーに与えるクリエイティブな自由度や、エマージェントゲームプレイを実現する容易さが評価され、批評家から高い評価を受けた。批評家たちは、Minecraftの複雑なクラフトシステムを楽しんでいることを表明し、それがゲームのオープンエンドなゲームプレイの重要な側面であるとコメントした。ほとんどの出版物は、ゲームの「ブロック状」のグラフィックに感銘を受けており、IGNはそれを「瞬時に記憶に残る」と表現した。レビュアーたちは、ゲームの冒険要素も好意的に評価し、探索と構築の良いバランスが生まれていると指摘した。ゲームのマルチプレイヤー機能は一般的に好意的に受け入れられており、IGNは「冒険は常に友達と一緒の方が楽しい」とコメントした。PC Gamerのジャズ・マクドゥーガルは、Minecraftを「直感的に興味深く、感染するように楽しい、比類のない創造性と記憶に残る体験の幅を持つ」と評した。Minecraftは、基本的なゲームメカニクスがコンピュータのコマンドに論理的に類似しているため、数百万の子供たちをデジタル世界に導いたと見なされている。
IGNは、マルチプレイヤーサーバーを設定する際に必要な面倒な手続きについて失望し、それを「手間」と呼んだ。批評家たちは、視覚的な不具合が時折発生するとも指摘した。2011年にベータ版を終了してリリースされたにもかかわらず、GameSpotはゲームに「未完成の感覚」があると述べ、いくつかのゲーム要素が「不完全か急いで作られたように見える」と追加した。
デイリー・レコードのスコット・ムンローによるアルファ版のレビューでは、「すでに特別な存在である」と評され、読者に購入を促した。Rock Paper ShotgunのJim Rossignolもこのアルファ版を推薦し、「一種の生成的な8ビットレゴ・ストーカー」と呼んだ。2010年9月17日、ゲームウェブコミックのペニー・アーケードは、ゲームの中毒性についてのコミックとニュース投稿のシリーズを始めた。Xbox 360版は批評家から一般的に好意的に受け入れられたが、PC版ほどの称賛は得られなかった。レビュアーたちは、MODサポートやPC版のコンテンツといった機能の欠如に失望したものの、ポート版に追加されたチュートリアルやゲーム内ヒント、クラフトレシピがゲームをよりユーザーフレンドリーにしていると評価した。Xbox One版は、比較的大きな世界を持つことが称賛され、最も好評を得たポートの一つとなった。
PlayStation 3版も一般的に好意的なレビューを受け、Xbox 360版と比較されて、適切に調整されたコントロールが称賛された。PlayStation 4版は、これまでのポートの中で最も高く評価され、PlayStation 3版よりも36倍大きな世界があることが称賛され、Xbox One版とほぼ同じであると表現された。PlayStation Vita版は、批評家から一般的に肯定的な評価を受けたが、技術的な制限が指摘された。
Wii U版は批評家から概ね好意的な評価を受けたが、GamePadの統合が不足している点が指摘された。3DS版は賛否が分かれるレビューを受け、高価格や技術的な問題、クロスプラットフォームプレイの欠如について批判された。Nintendo Switch版は比較的好意的な評価を受け、他の近代的なポートと同様に相対的に広い世界が称賛された。
Pocket Editionは当初、批評家から賛否が分かれる評価を受けた。レビュアーはゲームの直感的な操作を評価したものの、コンテンツの不足に失望した。資源を集めてアイテムをクラフトできないことや、ブロックの種類が限られていること、敵キャラがいないことが特に批判された。アップデートでコンテンツが追加された後、Pocket Editionはより好意的な評価を受け始めた。レビュアーは操作やグラフィックを称賛したが、依然としてコンテンツの不足を指摘した。

### 売上
2011年初頭にベータフェーズに入ってから1か月で約100万本以上の購入を達成した。この時点で、ゲームにはパブリッシャーの支援がなく、口コミやPenny Arcadeなどのさまざまな無料のメディア参照を通じてしか商業的に宣伝されていなかった。2011年4月までに、開発者のマルクス・ペルソンはMinecraftが2300万ユーロ（約3300万米ドル）の収益を上げ、アルファ版が80万本、ベータ版が100万本以上販売されたと推定した。2011年11月、ゲームがフルリリースされる前に、Minecraftベータ版は1600万人以上の登録ユーザーを超え、400万本の購入を達成した。2012年3月までに、MinecraftはPCゲーム史上6番目に売れたゲームとなった。2014年10月10日時点で、ゲームはPCで1700万本を販売し歴史上最も売れたPCゲームとなった。2014年2月25日には、登録ユーザーが1億人に達した。2019年5月までに、全プラットフォームで1億8000万本が売れ、史上最も売れたビデオゲームとなった。また、無料プレイ版の中国版Minecraft（我的世界）は、2019年11月時点で3億人以上のプレイヤーを抱えていた。2021年4月までに、Minecraftは世界中で2億3800万本以上販売された。2023年現在、ゲームは3億本以上売り上げている。
2012年にリリースされたXbox 360版のMinecraftは、発売初日に利益を上げ、ゲームが40万人のプレイヤーでXbox Liveの販売記録を打ち破った。その後、Xbox Live Marketplaceに登場してから1週間で、Minecraftは100万本を売り上げた。GameSpotは2012年12月に、Minecraftが2012年5月にXbox ネットワークでデビューして以来、448万本以上を売り上げたと発表した。2012年、MinecraftはXbox ネットワークで最も購入されたタイトルであり、平均ユニークユーザー数に基づいてXbox Liveで4番目に多くプレイされたタイトルでもあった。2014年4月4日現在、Xbox 360版は1200万本を売り上げている。さらに、Pocket Editionは2100万本の販売を達成した。PlayStation 3版は5週間で100万本を売り上げた。ゲームのPlayStation Vita版のリリースにより、Minecraftの販売は79%増加し、PS3およびPS4の初回リリースを上回り、PlayStation、コンソールでのMinecraftの最大のローンチとなった。PlayStation Vita版は、発売から最初の2か月で日本で10万本のデジタルコピーを販売したと、SCE Japan Asiaが発表した。2015年1月までに、日本のすべてのPlayStationプラットフォームでMinecraftのデジタルコピーが50万本販売され、主に小学生がPS Vita版を購入する傾向が見られた。2022年時点で、Vita版は日本で165万本以上の物理コピーを売り上げており、日本国内で最も売れたVitaゲームとなっている。Minecraftは、2015年第2四半期にマイクロソフトの総第一者収益を6300万ドル改善するのに寄与した。
このゲームは、すべてのバージョンを含めて、2019年9月時点で月間アクティブプレイヤーが1億1200万人を超えていた。2020年5月の11周年を迎えた際、会社はMinecraftがプラットフォーム全体で2億本以上の販売を達成し、月間アクティブプレイヤーが1億2600万人を超えたと発表した。2021年4月までには、月間アクティブユーザー数は1億4000万人に達した。

### 受賞歴
2010年7月、PC GamerはMinecraftを「職場で遊べるゲーム」の第4位に挙げた。同年12月には、Good GameがMinecraftを「2010年のベストダウンロードゲーム」に選出した。GamasutraはMinecraftを「2010年のベストゲーム」の第8位および「2010年のベストインディーゲーム」の第8位に選んだ。さらに、Rock, Paper, ShotgunはMinecraftを「ゲーム・オブ・ザ・イヤー」に選出した。Indie DBはMinecraftに、2010年の「Indie of the Year」賞を投票により授与し、さらに5つのEditor's Choice賞のうち「Most Innovative」と「Best Singleplayer Indie」の2つを授与した。また、『PC Gamer UK』から「Game of the Year」賞を授与された。このゲームは2011年3月のインディペンデント・ゲーム・フェスティバルにおいて「Seumas McNally Grand Prize」、技術的卓越性、およびデザイン卓越性の各賞にノミネートされ、「Grand Prize」とコミュニティ投票の「Audience Award」を受賞した。また、ゲーム・デベロッパーズ・チョイス・アワード 2011では、Minecraftは「Best Debut Game」、「Best Downloadable Game」、および「Innovation Award」の各部門で受賞し、すべてのノミネート部門で賞を獲得した。GameCityのビデオゲーム芸術賞も受賞した。2011年5月5日、Minecraftは、2012年3月16日に公開されたスミソニアン・アメリカ美術館のThe Art of Video Games展で展示される80のゲームの1つに選ばれた。2011年のSpike Video Game Awardsでは、Minecraftは最優秀インディペンデントゲーム賞を受賞し、最優秀PCゲーム部門にもノミネートされた。2012年の英国アカデミー賞ゲーム部門では、Minecraftは2011年のGAME賞にノミネートされ、ペルソンは特別賞を受賞した。2012年、Minecraft XBLAは、ゴールデンジョイスティックアワードの「Best Downloadable Game」部門とTIGAゲーム産業賞の「Best Arcade Game」部門を受賞した。2013年、英国アカデミービデオゲーム賞のファミリーゲーム・オブ・ザ・イヤーにノミネートされた。16th Annual D.I.C.E. Awardsにおいて、Academy of Interactive Arts & Sciencesから「Strategy/Simulation Game of the Year」部門にノミネートされた。また、2014年には『Minecraft Console Edition』がTIGA Game Of The Year賞を受賞した。2015年にはMinecraftが『USgamer』の「2000年以降のベストゲーム15」リストで第6位に選ばれた。2016年にはMinecraftがTimeの「史上最高のビデオゲーム50」リストで第6位に選ばれた。
また、キッズ・チョイス・アワード2013では「Favorite App」部門にノミネートされたが、『Temple Run』に敗れた。キッズ・チョイス・アワード2014では「Favorite Video Game」部門にノミネートされたが、『Just Dance 2014』に敗れた。その後、キッズ・チョイス・アワード2015で「Most Addicting Game」賞を受賞した。さらに、Java Editionはキッズ・チョイス・アワード2018で「Favorite Video Game」部門にノミネートされた。また、ゲームそのものがGolden Joystick Awards 2019で「Still Playing」賞を受賞し、キッズ・チョイス・アワード2020では「Favorite Video Game」賞を受賞した。さらに、2022年には初開催のStreamer Awardsで「Stream Game of the Year」を受賞した。
Minecraftはキッズ・チョイス・アワード2021で「Favorite Video Game」部門にノミネートされ、2022年および2023年には同部門で受賞を果たした。

### 論争
Minecraftはこれまでにいくつかの顕著な論争に直面している。2014年6月、Mojangはソフトウェア利用許諾契約（EULA）のうち「寄付や課金と引き換えにゲーム内で有利になる特典を提供すること」を禁じる規約を本格的に適用すると発表した。担当者によれば、サーバーへのアクセスや外見アイテムの販売は引き続き許可されるとしたが、運営者やコミュニティからは「規約が過度に広範」や「中小サーバーの運営が不可能になる」など猛烈な反発を受けた。この騒動はペルソンによるMojangの売却にも影響したとされる。
2020年にはJava EditionのアカウントをMojangのアカウントからMicrosoft アカウントへの移行が必須になると発表された。移行ではXbox networkのゲーマータグ作成も求められ、安全対策や保護者コントロールの強化といった理由が挙げられたが、コミュニティからは技術的なトラブルや「必須化」への反発が相次いだ。2022年3月以降、移行しないとJava Editionにアクセスできなくなった。2023年9月19日をもってMojangアカウントでの利用は完全終了した。

2022年6月、Java Editionにプレイヤー通報機能が追加され、マルチプレイサーバーでのチャット発言に対し、暴言やヘイトスピーチなどXbox Live規範違反の場合は一時もしくは永久ブロックとなる仕様になった。アップデート1.19.1で実装され、違反者はたとえ個人のサーバーでもオンラインプレイ自体から排除される可能性があるため、「検閲」や「プレイヤー管理の中央集権化」への批判や「#saveminecraft」などの抗議運動が発生した。バージョン「1.19.84」（小説『1984年』にちなむあだ名）と揶揄されるなど、自由度の高いゲーム性と運営方針の対立がクローズアップされた。

#### モブ投票
モブ投票はMojangが主催し、Minecraftのコミュニティがオリジナル新モブ3種のうち1体を投票で選出、勝者のみがアップデートで追加されるというオンラインイベントである。当初は敗者のモブは実装されなかったが、後に再登場の機会がある仕組みへと変更された。第1回はMINECON Earth 2017で実施され、2020年からは毎年「Minecraft Live」で恒例化した。
この投票は「3つ全てではなく1体だけしか実装されないこと」や、「コミュニティ分断」「炎上」「大手配信者やBotによる不正操作の余地」など多くの批判も受けてきた。マイクロソフトによるMojangの買収以降の新規コンテンツ不足の象徴ともされる。
2023年のモブ投票ではカニ、ペンギン、アルマジロの3種類が候補となり、10月13日から投票が開始された。これに対し、「モブ投票全廃と3体すべての実装」を求めるChange.orgの署名運動が10月6日に始まり、13日には約44万5000もの署名を集め、ボイコットや20世紀のプロパガンダ風ポスターによる抗議運動もSNSで拡大した。公式の対応はなく投票は予定通り実施され、アルマジロが勝利した。2024年9月、Mojangは今後の開発計画に関するブログ記事で「モブ投票」の終了を発表した。

## 文化的影響
2019年9月、The GuardianはMinecraftを「21世紀で最も優れたビデオゲーム」と格付けした。また、2019年11月にはPolygonが2010年代の「10年間を振り返る」特集において、「この10年間で最も重要なゲーム」と称した。さらに、2019年12月にはForbesが2010年代の「最も優れた、そして最も重要なビデオゲーム」リストにおいて特別な言及を与え、「この10年間で間違いなく最も重要なゲームの1つである」と評した。2020年6月には、Minecraftが世界ビデオゲームの殿堂に殿堂入りを果たした。
アーリーアクセスモデルを採用し、正式リリース前に販売を通じて開発資金を集めることに成功した初期の代表的なゲームの1つと認識されている。Minecraftは2010年代初頭にインディーゲーム開発を後押ししただけでなく、アーリーアクセスモデルをインディーゲーム開発で普及させる助けにもなった。

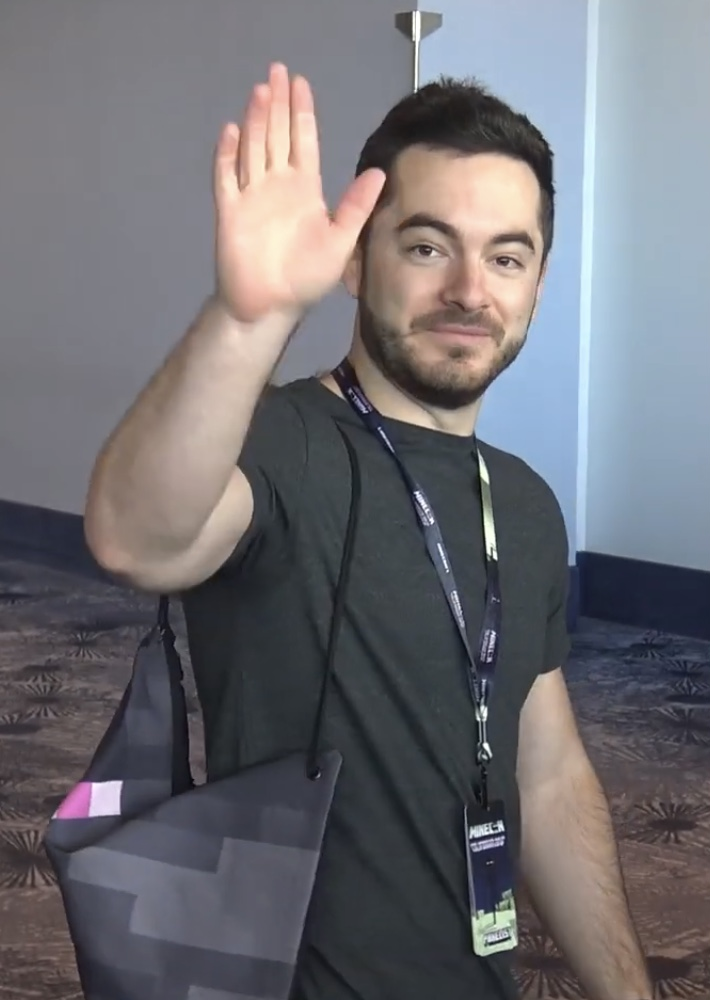
Jordan Maron（通称「CaptainSparklez」）は、Minecraftを題材とした人気楽曲のミュージカルパロディで知られている。

ソーシャルメディアサイト（YouTube、Facebook、Redditなど）は、Minecraftを広める上で重要な役割を果たしてきた。ペンシルベニア大学のアネンバーグ・コミュニケーション・スクールが行った調査によると、Minecraftプレイヤーの3分の1がインターネット動画を通じてこのゲームを知ったという。2010年、Minecraft関連の動画はYouTubeで影響力を持ち始め、多くの場合、実況者によって作成された。これらの動画には通常、ゲームのスクリーンキャプチャ映像とボイスオーバーが含まれている。動画の一般的な内容は、プレイヤーが作成した作品、さまざまなタスクの攻略ガイド、ポピュラーカルチャー作品のパロディなどである。2012年5月までに、400万本以上のMinecraft関連のYouTube動画がアップロードされた。このゲームは、2010年代を通してYouTubeのゲームシーンで顕著な存在であり続けた。2014年には、プラットフォーム全体で2番目に検索された用語であった。2018年までに、依然としてYouTubeで世界最大のゲームであった。
一部の人気実況者は、YouTubeで非常に視聴されているエンターテイメントチャンネルを所有していた、現在は存在しないゲーム動画会社Machinimaに雇用されている。The Yogscastは、定期的にMinecraft動画を制作するイギリスの会社である。彼らのYouTubeチャンネルは何十億もの視聴回数を獲得しており、Minecon 2011での彼らのパネルは最高の参加者数を記録した。もう1人の有名なYouTubeパーソナリティは、オンラインでCaptainSparklezとして知られるJordan Maronであり、アッシャーの「DJ Got Us Fallin' in Love」のパロディである「Revenge」を含む、多くのMinecraft音楽パロディも作成している。Polygonは、YouTubeでのMinecraftの人気を静かな支配力と表現したが、2019年には、ピューディパイのゲーム実況のおかげもあり、Minecraftはプラットフォーム上で目に見える人気の上昇を経験した。YouTubeは後に、2021年12月14日に、ウェブサイトでのMinecraft関連の総視聴回数が1兆回を超えたと発表した。
2020年10月14日には、『大乱闘スマッシュブラザーズ SPECIAL』において、ダウンロードコンテンツとして初期スキンであるスティーブがプレイアブルキャラクターとして登場した。カラーチェンジでアレックスやゾンビ、エンダーマンも使用可能な他、ステージ演出などでいくつかのモブも登場している。
Minecraftは、Torchlight II、Team Fortress 2、Borderlands 2、Choplifter HD、Super Meat Boy、The Elder Scrolls V: Skyrim、The Binding of Isaac、The Stanley Parable、FTL: Faster Than Light、Super Smash Bros. Ultimateなどの他のビデオゲームで参照されている。後者では、Minecraftを基にしたダウンロード可能なキャラクターとステージが登場する。また、エレクトロニックミュージックアーティストのdeadmau5のパフォーマンスでも参照されている。このゲームは、アニメテレビシリーズSouth Parkの第17シーズンの第2話「Informative Murder Porn」でも頻繁に参照されている。

### 応用
特にコンピュータ支援設計（CAD）や教育の分野で広く議論されている。2011年11月18日に開催されたMinecon 2011のパネルにおいて、スウェーデンの開発者がゲームを使用して公共建築や公園を再設計する可能性について議論し、Minecraftを用いたレンダリングはコミュニティにとって非常に使いやすく、新しい建築物や公園の機能をイメージしやすくすると述べた。2012年11月22日、MITメディアラボのヒューマン・ダイナミクスグループのメンバーであるCody Sumterは「Notchは単なるゲームを作ったのではない。彼は4,000万人の人々にCADプログラムの使い方を学ばせることに成功した」と語った。さまざまなソフトウェアが開発され、仮想設計を3Dプリンター、またはMakerBotやRepRapのような個人用プリンターで印刷できるようになっている。
2012年9月、Mojangは国際連合人間居住計画と協力し、現実の環境をMinecraftで作成することを目的としたBlock by Blockプロジェクトを開始した。このプロジェクトでは、その環境に住む若者たちが、見たい変更をデザインするプロセスに参加できる。Minecraftを利用することで、コミュニティは問題のある地域を再構築し、市民はMinecraftのサーバーに入り、自分たちの住む地域を改良することが可能になる。MojangのマネージングディレクターであるCarl Mannehは、このゲームを「このプロセスを促進する完璧なツール」と呼び、「この3年間のパートナーシップにより、UN Habitatの持続可能な都市開発ネットワークは2016年までに300の公共スペースを改善する」と述べた。MojangはMinecraftの建築コミュニティのFyreUKを起用し、現実の環境をMinecraft内でレンダリングする作業を行った。最初のパイロットプロジェクトはナイロビのキベラという非公式居住地で開始され、現在計画段階にある。このBlock by Blockプロジェクトは、2011年10月に開始されたMina Kvarter（スウェーデン語で「My Block」）という以前のイニシアチブに基づいている。このイニシアチブでは、スウェーデンのコミュニティに住む若者に、自分たちの町の一部をどのように変えたいかを視覚化するツールが提供された。Mannehによれば、このプロジェクトは建築の専門知識がなくても都市計画のアイデアを視覚化するのに役立ち、市民によって提示されたアイデアは政治的決定のテンプレートとして機能した。

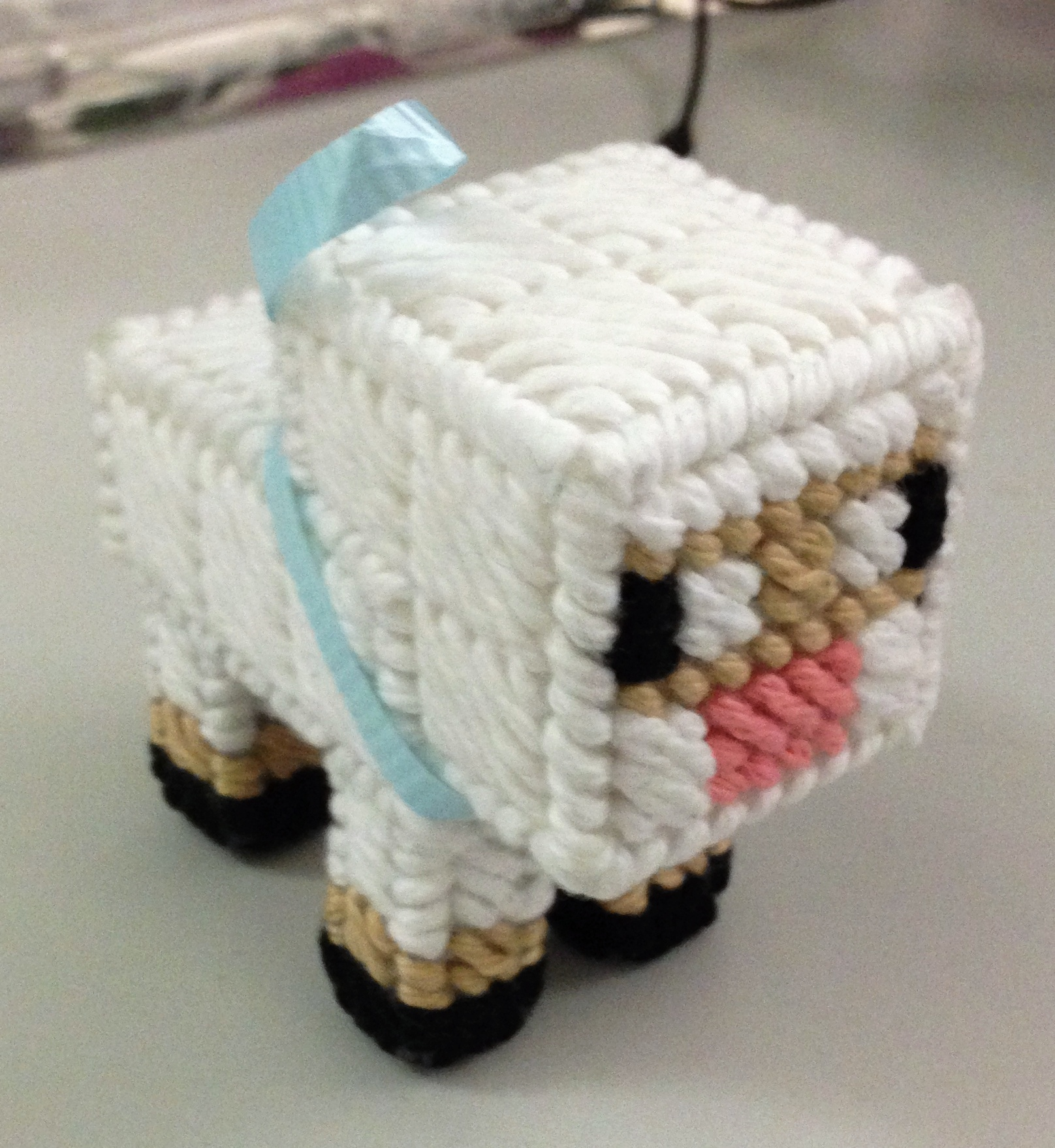
毛糸で作られたMinecraftの羊

2014年4月、デンマーク地理空間データ庁は、独自の地理空間データに基づいて、デンマーク全土をMinecraftでフルスケールで生成した。デンマークは最も平坦な国の一つであり、最高地点が171メートルである（標高差が30番目に小さい国）ため、これは可能であった。Minecraftのデフォルトの制限は、プロジェクト完了時にゲーム内の海面から約192メートルであった。
他のウェブサイトが検閲されている状況下で、ゲームのアクセシビリティを利用し、非政府組織国境なき記者団は、オープンなMinecraftサーバーを使用してThe Uncensored Libraryを作成した。これは、ジャマル・カショギなど、検閲や逮捕されたエジプト、メキシコ、ロシア、サウジアラビア、ベトナムなどの国のジャーナリストによるゲーム内のジャーナリズムのリポジトリである。新古典主義の仮想建築物は、24人の国際的なチームによって約250時間かけて作成された。
予測不可能な性質にもかかわらず、Minecraftはスピードランに人気のゲームとなっている。スピードランとは、プレイヤーが新しい世界にドロップされてから、ジ・エンドに到達し、エンダードラゴンを倒すまでの時間を計測するものである。一部のスピードランナーは、MOD、外部プログラム、およびデバッグメニューの組み合わせを使用するが、他のランナーは、よりバニラな方法、またはより一貫性を重視した方法でゲームをプレイする。

#### 教育

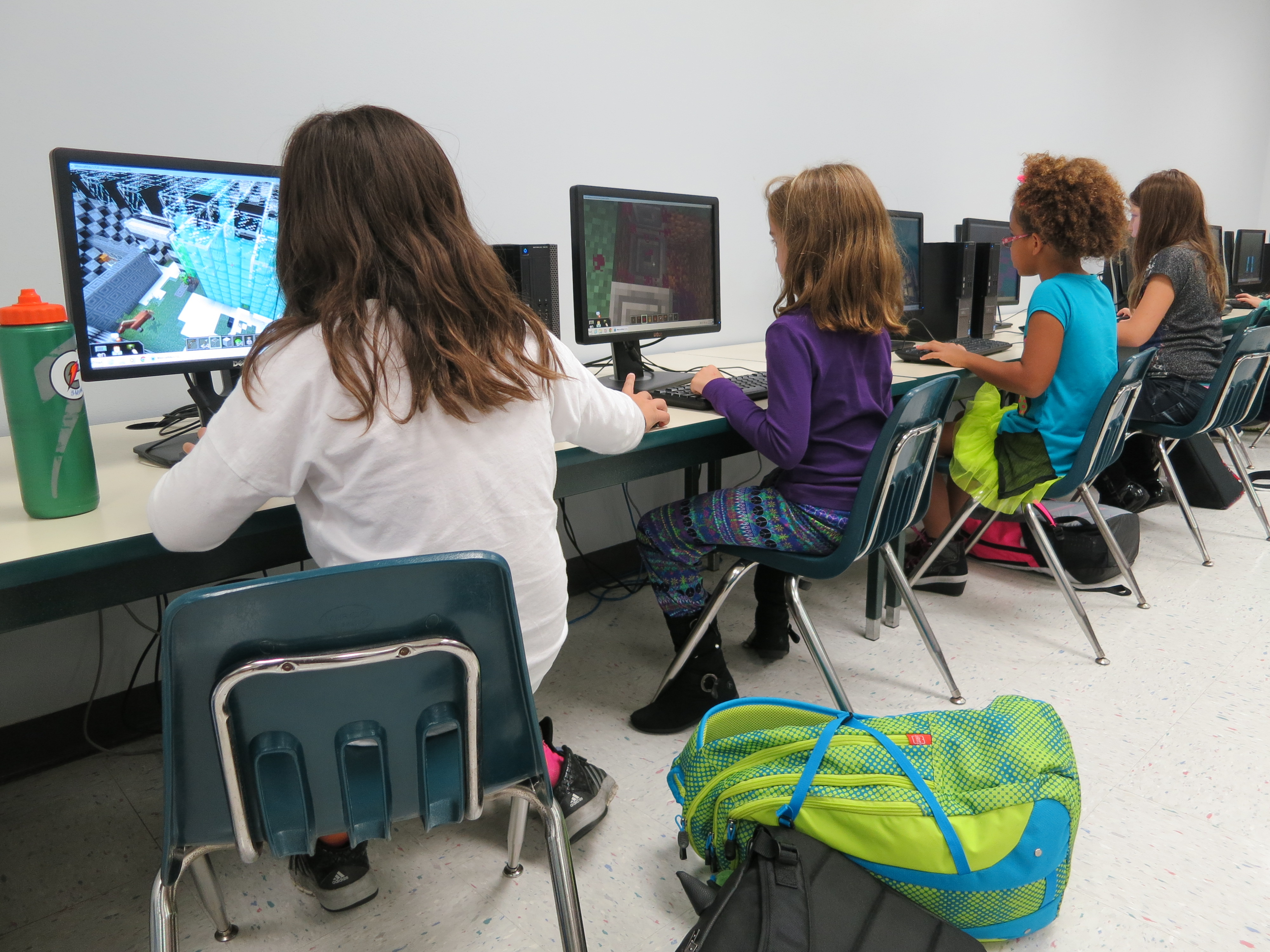
Minecraftは教育現場でも利用されている。

教育分野でも利用されており、2011年に教育分野でMinecraftを学校に導入することを目的とした教育団体MinecraftEduが設立された。この団体はMojangと協力し、学校でゲームを手頃な価格で利用可能にするための活動を行っている。MinecraftEdu版では、教師が仮想世界内の生徒の進捗をモニタリングできるような独自の機能が含まれており、たとえば生徒がレッスンを完了した際にスクリーンショットを送信する仕組みがある。2012年9月の段階で、MinecraftEduは世界中で約25万人の生徒が同団体を通じてMinecraftを利用していると述べた。Minecraftを利用した多種多様な教育活動が開発されており、歴史、国語、科学などの教科を生徒に教えるための取り組みが行われている。たとえば、ある教師は歴史的な名所が散在する仮想世界を構築し、生徒が学びながら探索できるようにした。別の教師はMinecraft内に巨大な動物細胞の構造物を作成し、生徒がその中を探検して細胞の機能を学べるようにした。グレート・オーモンド・ストリート病院がMinecraft内に再現され、患者が実際に訪れる前に病院を仮想的に探索できるよう提案された。Minecraftはコンピュータ支援設計 （CAD） における革新となる可能性もある。Minecraftはデザインにおける協力の場を提供し、産業に影響を与える可能性がある。
レッドストーンブロックの導入により、ユーザーはMinecraft内に機能する仮想コンピュータを構築できるようになった。こうした仮想的な作品には、機能するハードディスクや、8ビットの仮想コンピュータ、さらにはサバイバルモードで完全に外部修正なしで構築可能なMinecraftの小型版が含まれている。少なくとも1つの事例において、この特徴を利用して若年層プレイヤーに仮想コンピュータ内で設定された言語でプログラミングを教えるためのMODが作成された。
Minecraftにおけるもう一つの計算機構は、コマンドブロックである。このブロックはクリエイティブモードでのみアクセス可能で、ゲームロジックを変更することができる。コマンドブロックを使用して作成された例として、Atari 2600のエミュレーターや、ポケットモンスター 赤の再実装がある。
2014年9月、ロンドンの大英博物館は、一般市民と協力して館内の建物とすべての展示物をMinecraft内で再現する計画を発表した。マイクロソフトと非営利団体Code.orgは協力し、Minecraftを基にしたゲーム、パズル、およびチュートリアルを提供し、子どもたちにプログラミングを教えることを目指している。2018年3月までに、マイクロソフトとCode.orgは8500万人以上の子どもたちがこれらのチュートリアルを利用したと報告した。
2019年、日本で未成年がMinecraft: Education Editionを活用した未来の街をMinecraftのワールド内に制作し競い合う大会、Minecraftカップが開催され、2024年度に行われた第6回大会では1万5000人以上がエントリーし、774点のワールド作品が応募された。

### クローン作品
2010年にMinecraftが爆発的な人気を博したのを受けて、他の多くのビデオゲームがMinecraftとの類似性を批判され、しばしば「クローン」と呼ばれた。これはMinecraftから直接の着想を得た場合や、外見上の類似性が理由であることが多い。代表的な例としては、『Ace of Spades』、『CastleMiner』、『CraftWorld』、『FortressCraft』、『Terraria』、『BlockWorld 3D』、『Total Miner』、および 『Luanti』（旧称Minetest）などがある。『The Blockheads』のデザイナーであるデイヴィッド・フランプトンは、自身の2D作品における失敗の一つとして「低解像度のピクセルアート」がMinecraftにあまりに似すぎており、ファンから「一定の抵抗」を受けたことを挙げている。また、ニンテンドーDS向けに同人開発で制作されたMinecraftのアルファ版移植作「DScraft」は、システムの制約を考慮すると原作に非常に近い点が評価されている。マイクロソフトによるMojangおよびMinecraftのIPの買収に対して、当時任天堂のゲーム機だけは正式なMinecraftがリリースされていなかったため、複数の開発者が任天堂のハード専用のクローン作品を発表した。こうしたクローン作品には『UCraft』（Nexis Games）、『Cube Life: Island Survival』（Cypronia）、『Discovery』（Noowanda）、『Battleminer』（Wobbly Tooth Games）、『キューブクリエイター3D』（Big John Games）、『Stone Shire』（Finger Gun Games）などがある。ただしファンの不安は杞憂に終わり、後に任天堂のゲーム機にも公式のMinecraftが登場した。
マルクス・ペルソンは2011年のLudum Dareで似たコンセプトのゲーム『Minicraft』を制作した。さらに2025年初頭、ペルソンは自身のX（旧Twitter）アカウントでMinecraftの精神的続編を開発する可能性を示唆し、「事実上『Minecraft 2』を発表した」と述べた。しかし数日後、チームとの話し合いを経て計画は中止された。
2024年11月には、AI企業のDecartとEtchedによって、『Oasis』と呼ばれるMinecraftのAI生成版が概念実証として公開された。ここではゲーム内の要素はすべてリアルタイムでAI生成され、ワールドデータは保存されないため、アイテムやブロックが突如現れたり消えたりする「幻覚」のような現象が発生する。

### MineConと関連イベント
MineConはMinecraftの公式の毎年開催されるファンコンベンションであった。最初の本格的なMineConは2011年11月、ネバダ州ラスベガスのマンダレイ・ベイ・リゾート アンド カジノで開催された。このイベントではMinecraftの公式リリースのペルソンによる基調講演、建築やコスチュームコンテスト、Minecraftに関する分科会、有名ゲーム企業や関連企業のブース、記念グッズ販売、Mojangの社員や有名コミュニティメンバーによるサイン・写真撮影会などが行われた。
2016年を最後に対面でのMineConは開催されなくなり、2017年からは「Minecon Earth」と題した年次ライブ配信がminecraft.netおよびYouTubeで実施された。これらのライブ配信は後に「Minecraft Live」に改称され、モブ、バイオーム投票や新アップデート発表などが行われている。2025年には、アップデートの提供体制の変更に伴い「Minecraft Live」は年2回開催となった。